# Misterium męki Pańskiej w Bydgoszczy

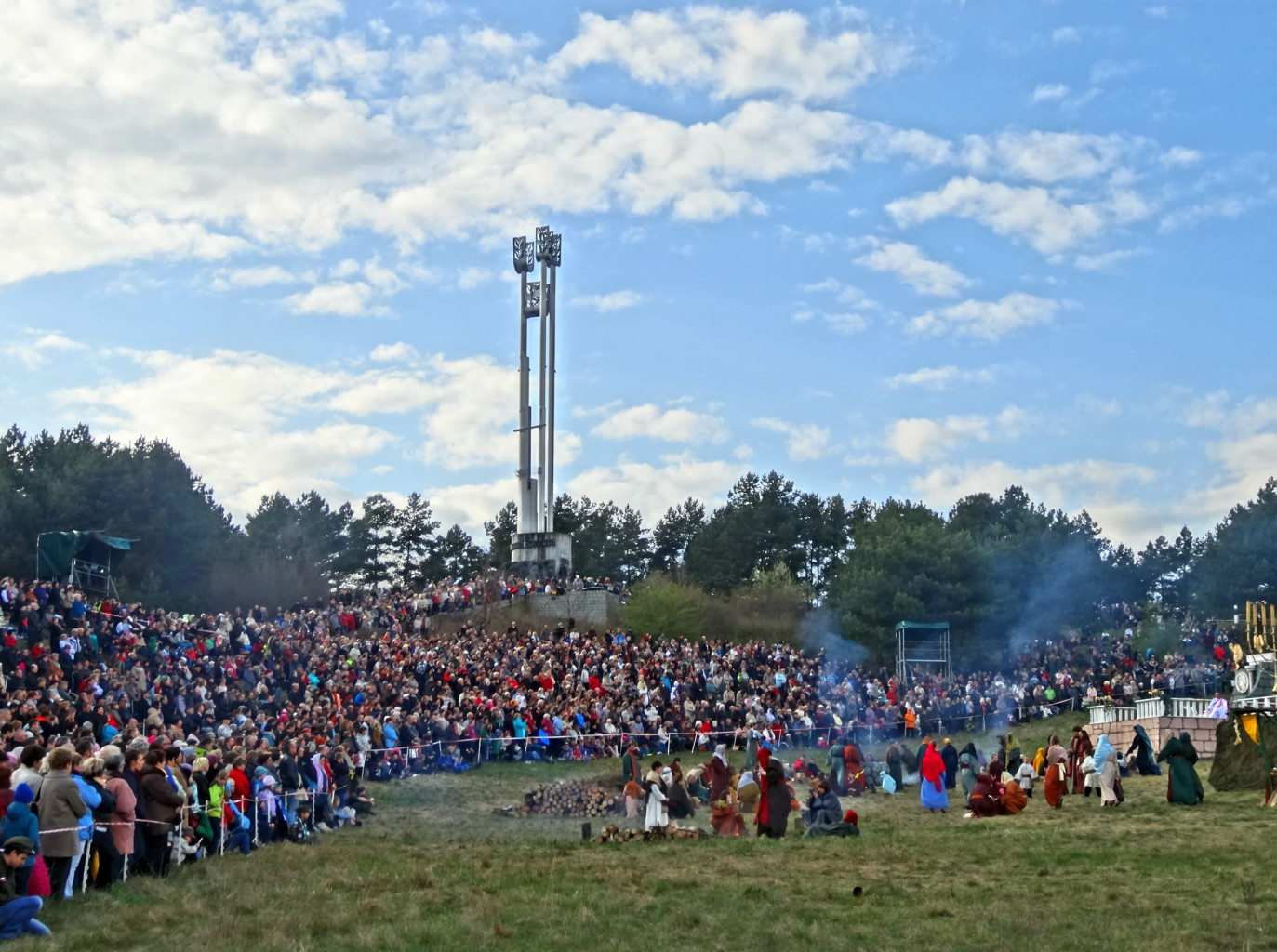
Misterium, w tle pomnik nad Doliną Śmierci

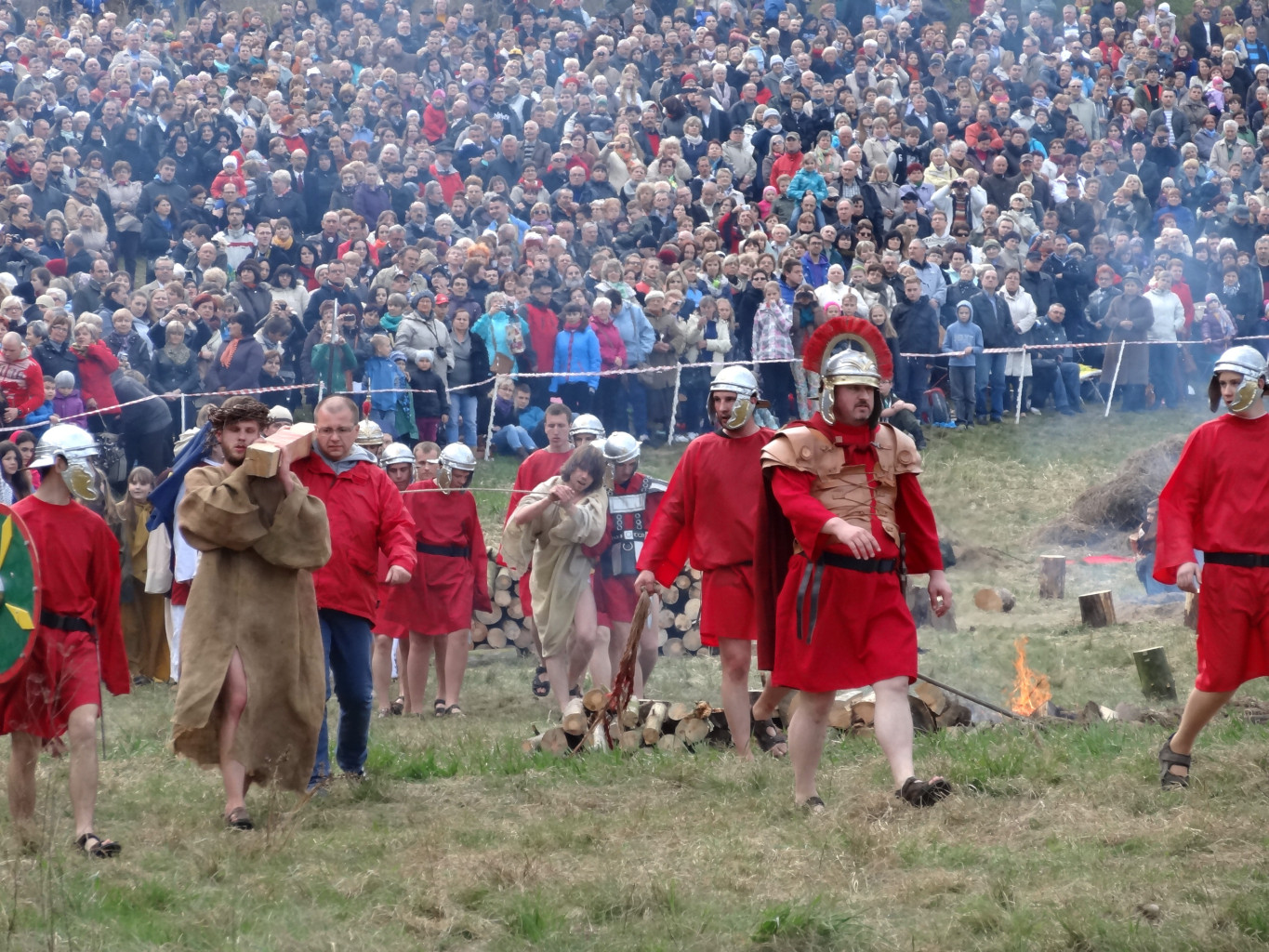
Droga krzyżowa

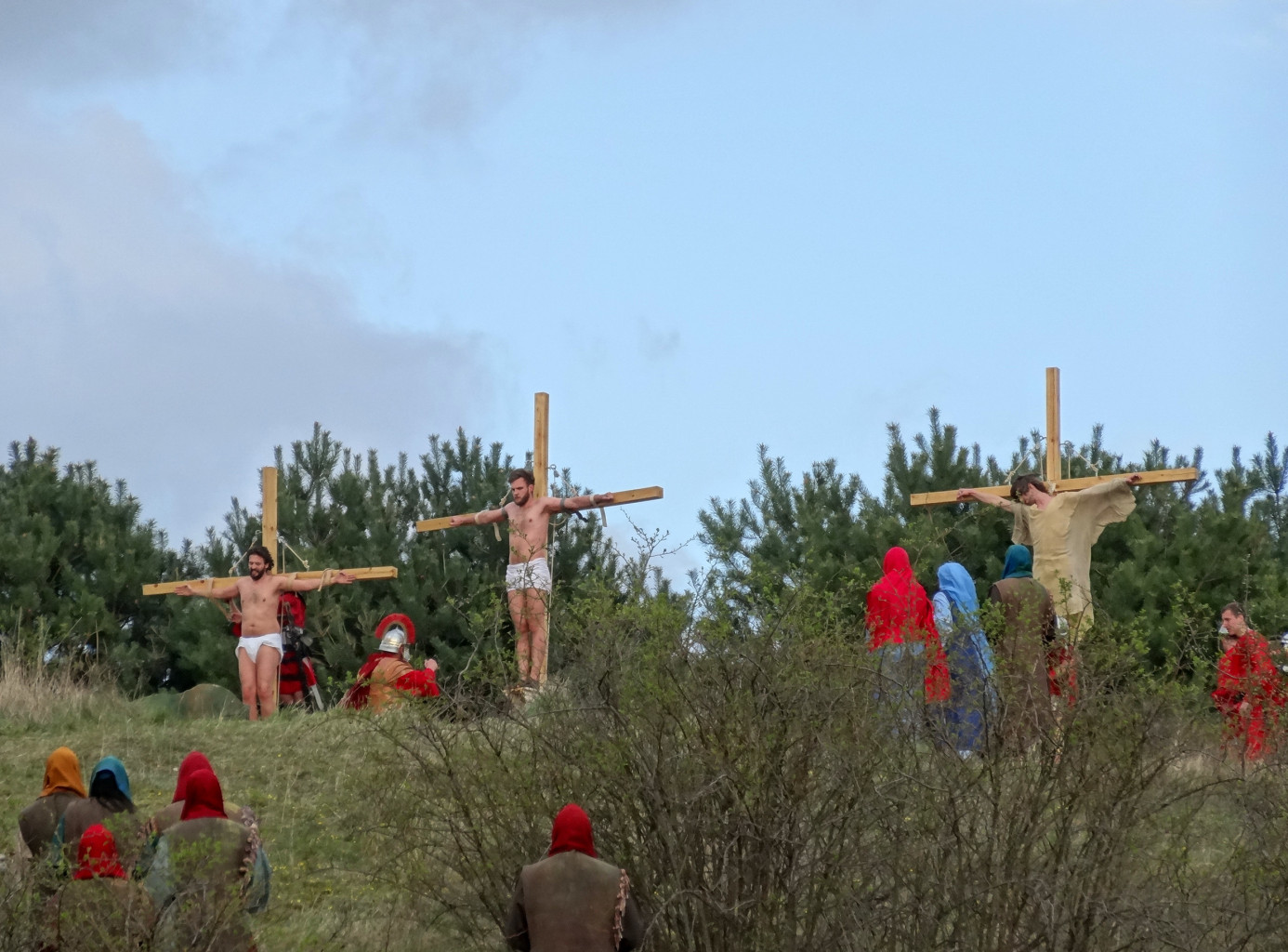
Ukrzyżowanie

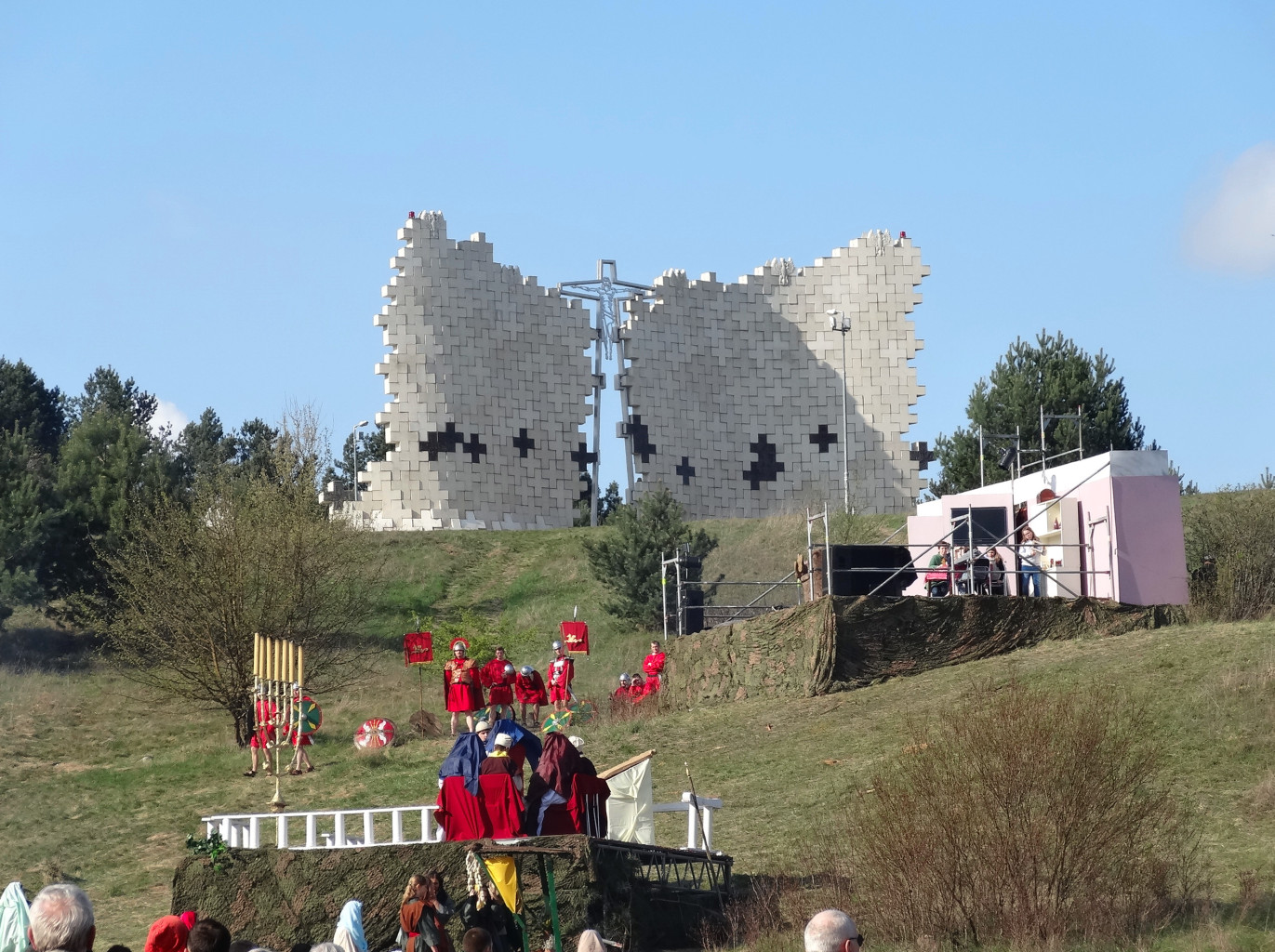
”Brama do Nieba” jako tło scenografii widowiska

Misterium męki Pańskiej w Bydgoszczy – przedstawienie religijne Misterium męki Pańskiej odbywające się od 2001 corocznie w Bydgoszczy w sąsiedztwie Doliny Śmierci i Sanktuarium Matki Boskiej Królowej Męczenników Kalwarii XX wieku.

## Charakterystyka
Misterium Męki Pańskiej odbywa się corocznie w Niedzielę Palmową przy udziale ok. 300 osób, w tym 100 aktorów i statystów oraz 200 osób z obsługi technicznej. Widowisko nie ogranicza się jedynie do odtworzenia drogi krzyżowej Jezusa Chrystusa, lecz jest starannie zaplanowanym spektaklem muzycznym, dramatycznym i multimedialnym, co roku uwzględniającym inny temat przewodni, ustalony przez scenarzystów. Wydarzenia biblijne są przeplatane wątkami stanowiącymi współczesny komentarz, a jednocześnie dotykają problemów moralnych ludzi współczesnych. Inspiracją bywają problemy bieżącej historii, treści nauczania Kościoła, czy postaci wyjątkowych ludzi.
II edycja misterium miała miejsce po południu. III i IV edycja odtwarzana było tylko raz, wieczorem o 19:30. Od V edycji mają miejsce dwie odsłony widowiska: popołudniowa i wieczorna. Począwszy od XII edycji mają one miejsce: o godz. 16 w świetle dziennym i o 20 przy sztucznym oświetleniu (wcześniej, od V do VII edycji wieczorna odsłona odbywała się o 19:30, od VII edycji o 19:45). Całość rozgrywa się w naturalnym terenie, ukształtowaniem nawiązującym do Palestyny z czasów życia Chrystusa. Scenografia obejmuje m.in. Wieczernik, pałac Kajfasza, pałac Piłata, grób Pański, Golgotę, czy też pełne dzieci żydowskie miasteczko.
Misterium odbywa się pod patronatem ordynariusza diecezji bydgoskiej, prezydenta Bydgoszczy, marszałka województwa kujawsko-pomorskiego oraz przy pomocy finansowej i organizacyjnej szeregu sponsorów, m.in. firm, mediów, organizacji społecznych. Przygotowanie strojów odbywa się z konsultacją bydgoskich artystów, na bazie źródeł historycznych. Liczba widzów corocznie sięga kilkunastu tysięcy osób.
Bydgoskie Misterium Męki Pańskiej należy do stowarzyszenia „Europassion” (zał. 1982) zrzeszającego ok. 70 organizacji tworzących Misteria Męki Pańskiej w Europie. W 2010 do Europassion należały w Polsce: Kalwaria Zebrzydowska, Cieszyn, Górka Klasztorna i Bydgoszcz.

### Organizatorzy
Organizatorami misterium są: Diecezjalny Ośrodek Duszpasterstwa Akademickiego „Martyria”, osoby z duszpasterstwa "4Don4Lord" i Fundacja „Wiatrak” w bydgoskim Fordonie oraz Stowarzyszenie Katolickiej Młodzieży Akademickiej „Pokolenie” i wspólnoty Bazyliki Matki Boskiej Królowej Męczenników. Koordynacją wszystkich działań zajmuje się młodzież akademicka z ośrodka D.A. „Martyria”.

### Lokalizacja
Misterium odbywa się w sąsiedztwie Doliny Śmierci, gdzie jesienią 1939 roku hitlerowski SS oraz Volksdeutscher Selbstschutz dokonały masowych egzekucji ok. 1200 mieszkańców Bydgoszczy i okolic. W 1975 na wzgórzu nad doliną wzniesiono pomnik według projektu Józefa Makowskiego, a w latach 2004–2009 zbudowano stacje Drogi Krzyżowej – Kalwarii Bydgoskiej, uwieńczone monumentalną XII stacją – „Bramą do nieba”. 7 października 2008 Prymas Polski kard. Józef Glemp podniósł kościół stojący przy wejściu do Doliny Śmierci do rangi Sanktuarium Królowej Męczenników, a 24 marca 2014 papież Franciszek ustanowił go Bazyliką Mniejszą.
Misterium odbywa się w parowie u stóp pomnika, w urozmaiconym terenie Zbocza Fordońskiego, który tworzy formę naturalnego amfiteatru. Dzięki temu publiczność zgromadzona na zboczach ma dobre warunki do oglądania widowiska. Ukrzyżowanie ma miejsce w warunkach terenowych przypominających wzgórze Golgoty w Jerozolimie.

## Historia
Pierwsze misterium męki Pańskiej w Bydgoszczy odbyło się z inicjatywy studentów Duszpasterstwa Akademickiego „Martyria” pod kierownictwem ks. Krzysztofa Buchholza. Co roku przygotowywany był nowy scenariusz, będący odpowiedzią na ważne wydarzenia w Kościele i świecie oraz podejmujący problemy dotyczące ludzi współczesnych. W sobotę poprzedzającą misterium ma miejsce próba generalna.

### I – VII edycje 2001–2007
Tematem przewodnim pierwszych misteriów męki pańskiej były:
- w 2001 – „Ludzkie sprawy” (data misterium: 8 kwietnia 2001[11]),
- w 2002 – „Dialog pokoleń” (data misterium: 24 marca 2002[11]),
- w 2003 – „Miriam” (data misterium: 13 kwietnia 2003[11]),
- w 2004 – „Historia zdrajców” (data misterium: 4 kwietnia 2004[11][12]),
- w 2005 – „Cóż to jest prawda?” (data misterium: 20 marca 2005[11]),
- w 2006 – „Bóg – Honor – Ojczyzna” (data misterium: 9 kwietnia 2006[11]),
- w 2007 – „Via Dolorosa” (data misterium: 1 kwietnia 2007[11]).

Pierwsze widowisko oglądało kilkaset osób, ale w ciągu kilku lat liczba widzów zwiększyła się do ponad 10 tys. z Bydgoszczy, regionu i całego kraju. Według źródeł na V edycję w 2005 roku przybyło ponad 8 tysięcy osób.

### VIII edycja – 2008
Misterium odbyło się 16 marca 2008. Jego mottem były słowa: „Miłujmy czynem i prawdą”. W postać Chrystusa wcielił się po raz pierwszy wówczas 17-letni Michał Lajblich (dotychczas najmłodszy aktor w tej roli), a liczba aktorów sięgała 100 osób. Treść spektaklu poza odtworzeniem drogi krzyżowej Chrystusa, nawiązywała do nawrócenia Marii Magdaleny. Widowisko obejrzało ok. 12 tys. widzów.

### IX edycja – 2009
Misterium odbyło się 5 kwietnia 2009. Głównym bohaterem misterium oprócz Jezusa był św. Paweł, a mottem: „Dlaczego mnie prześladujesz?”. Scenariusz napisali Agnieszka i Maciej Różyccy, działający w fundacji „Wiatrak”. Duchowe przeżycia apostoła nawiązywały do sytuacji współczesnego człowieka, często odwracającego się od Boga. Podobnie jak w poprzednim roku, w rolę Jezusa wcielił się Michał Lajblich.

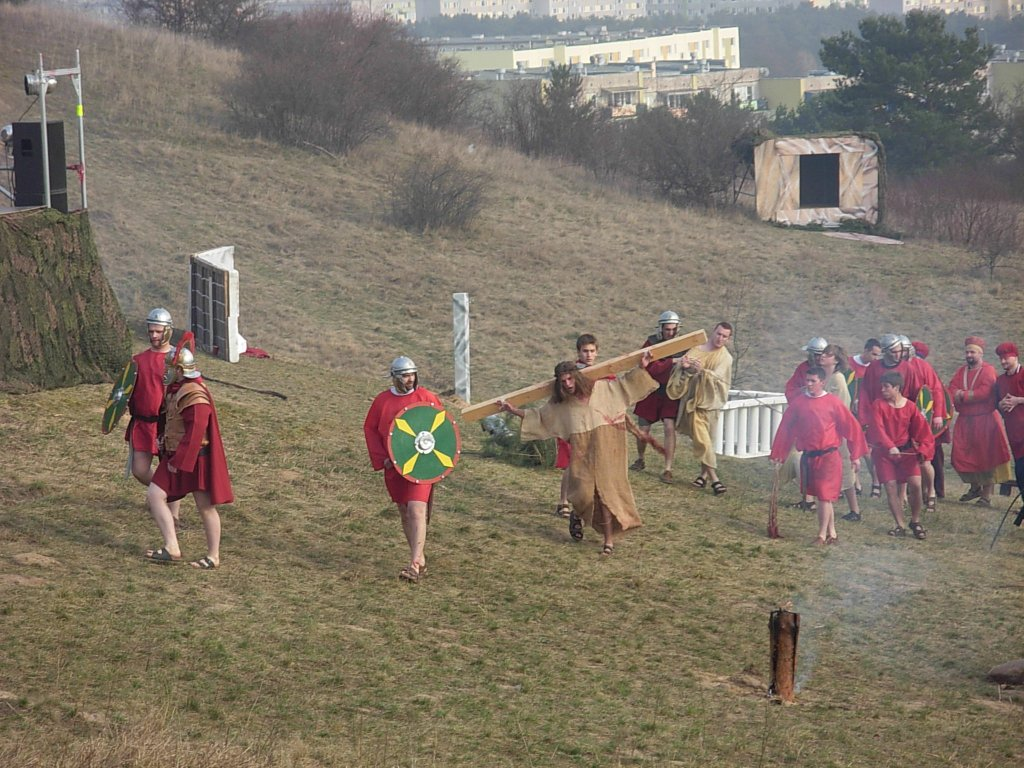
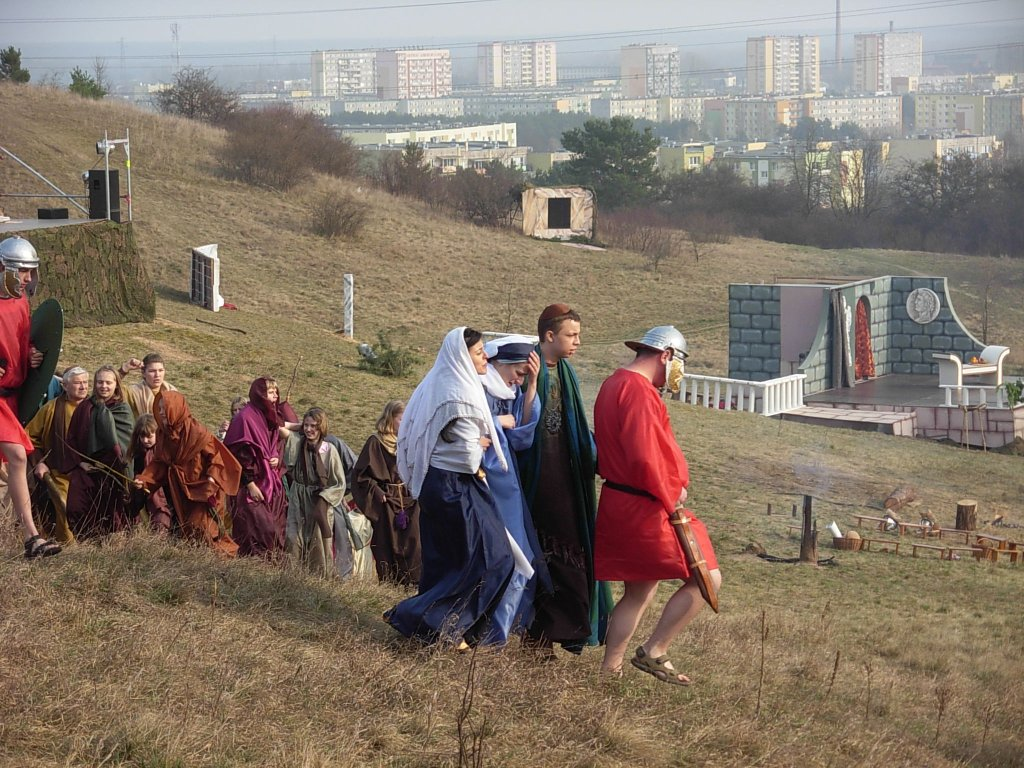
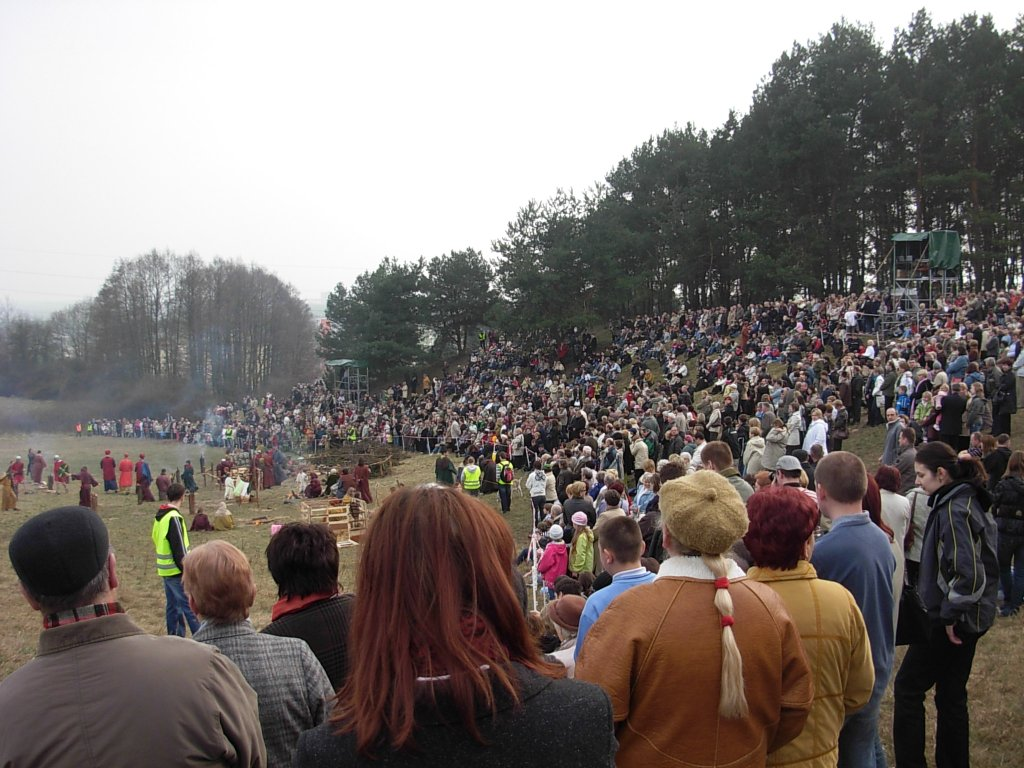
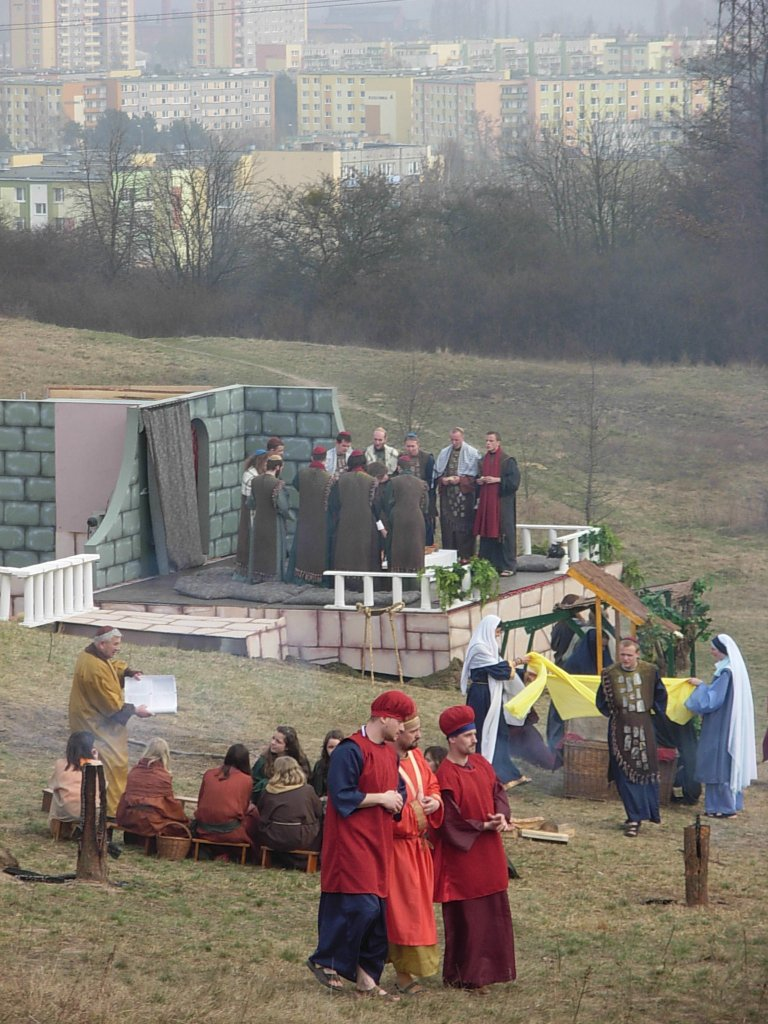
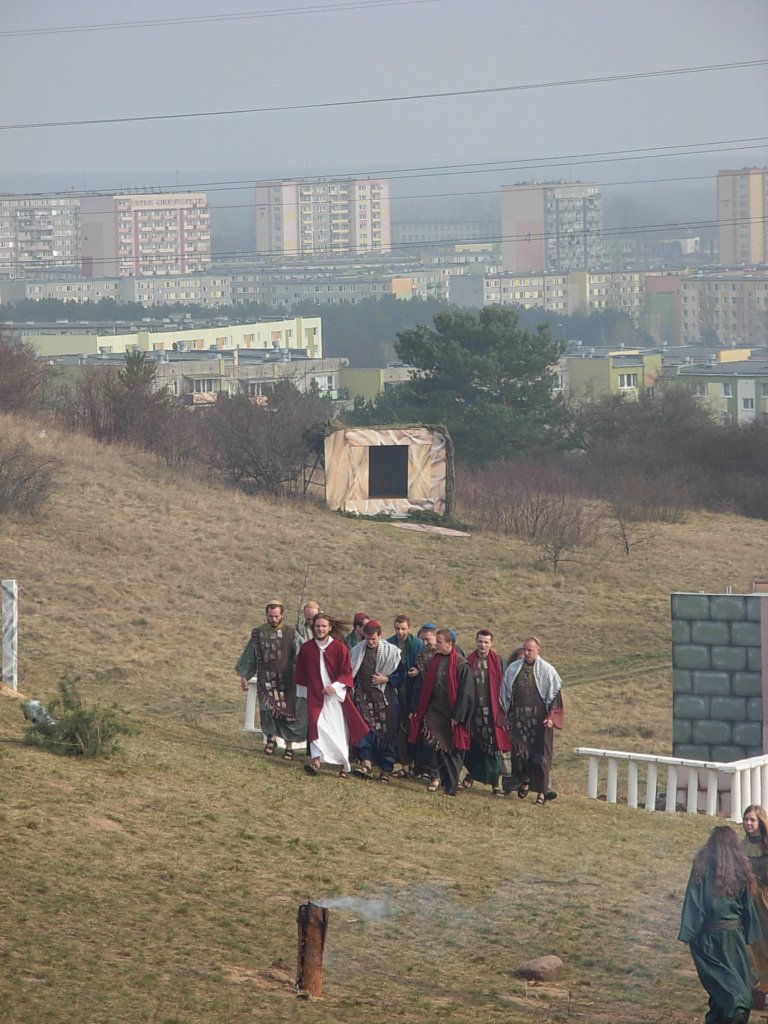

### X edycja – 2010
Misterium odbyło się 28 marca 2010. Jego treść i tytuł „Crux mea, lux mea” (Krzyż mój, światło moje) miał pomagać widzom w uznaniu, że krzyż przyjęty z miłością rodzi wolność, radość i przemienia życie człowieka. Spektakl nawiązywał również do tajemnicy kapłaństwa w Roku Kapłańskim, ogłoszonym przez Benedykta XVI. W tle drogi krzyżowej Chrystusa bohaterem współczesnym był ksiądz przeżywający rozterki duchowe. Inspiracją scenariusza oprócz Ewangelii była książka „Jezus z Nazaretu” Romana Brandstaettera. Po raz pierwszy w scenografii misterium wykorzystano „Bramę do nieba” – jedną ze stacji tworzących Kalwarię Bydgoską.

### XI edycja – 2011
Misterium odbyło się 17 kwietnia 2011. Jego myślą przewodnią były słowa z Ewangelii św. Łukasza „Duc in altum!” (Wypłyń na głębię!). Przedmiotem refleksji było zawierzenie Chrystusowi, podjęcie życiowych wyzwań i trudów w odpowiedzi na Jego wezwanie. Autorką scenariusza była Mariola Ciesielska, zwyciężczyni plebiscytu na Bydgoszczanina Roku 2009, na co dzień pracująca w fundacji „Wiatrak”.

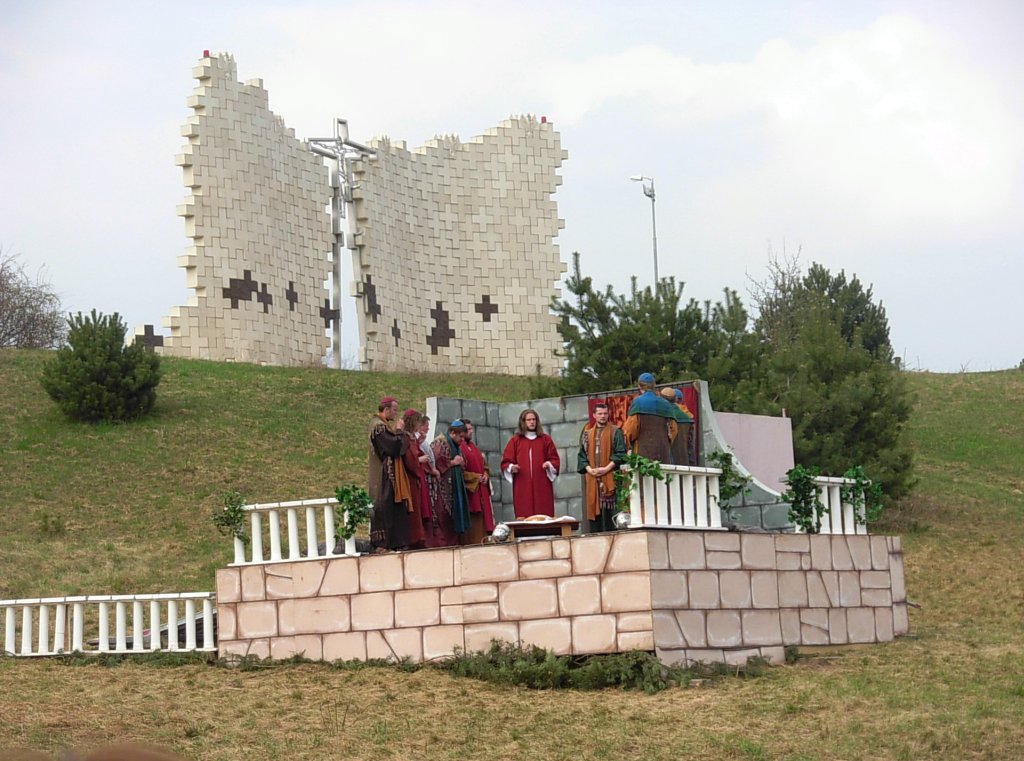
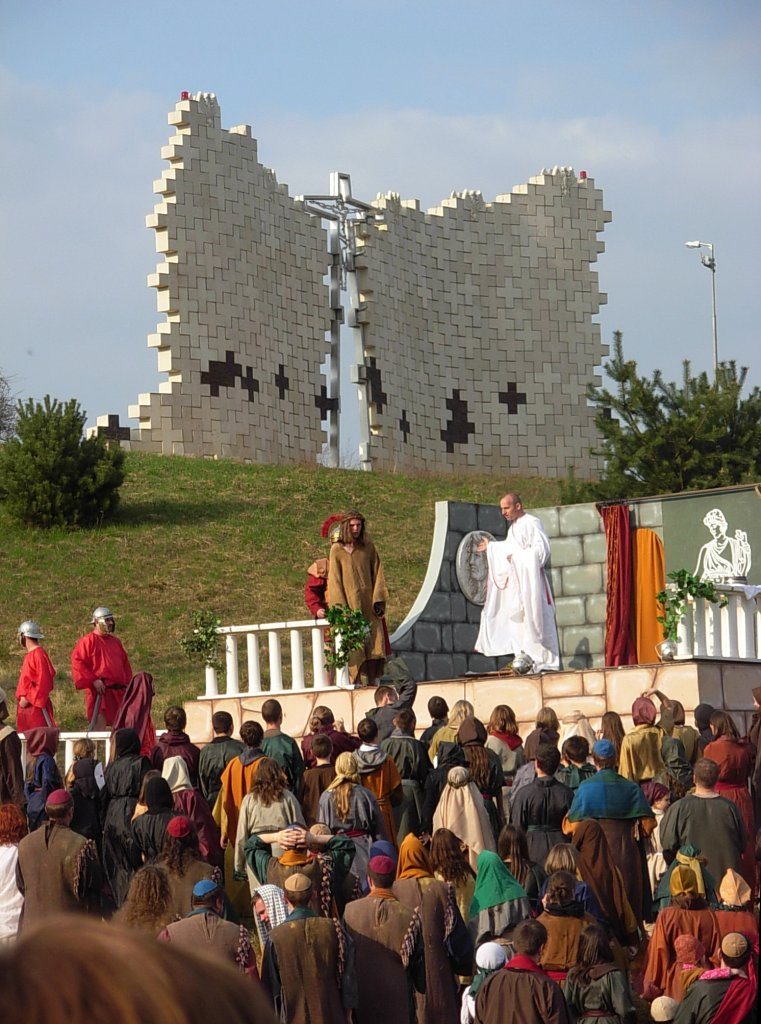
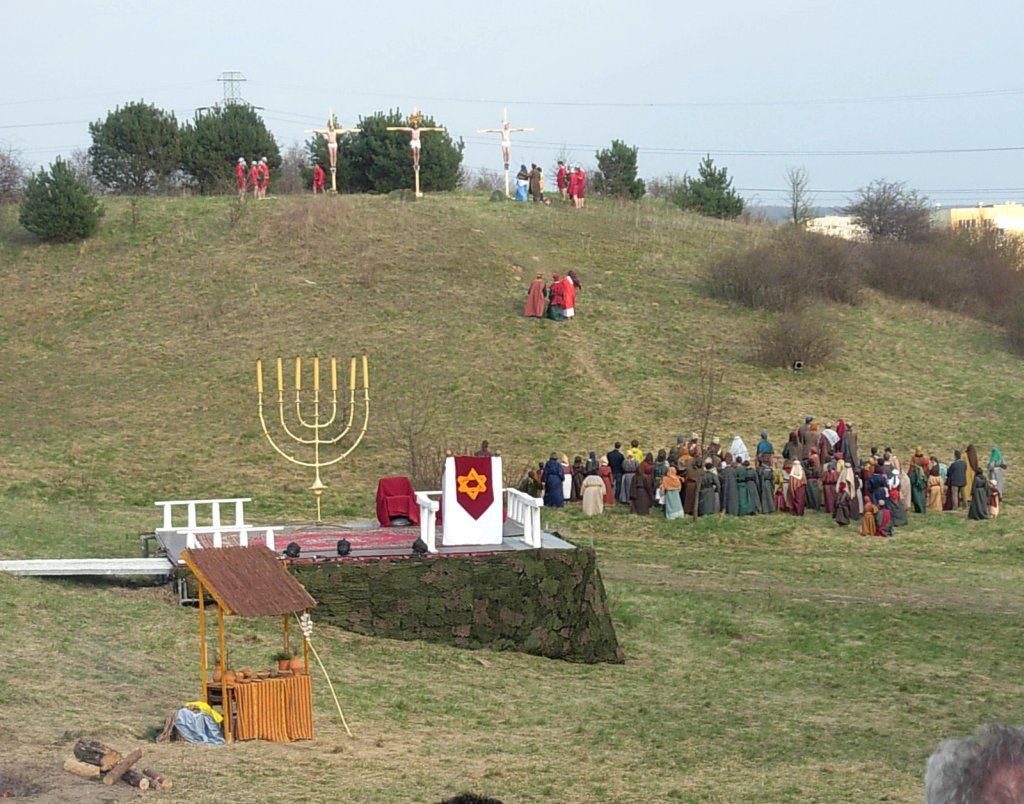

### XII edycja – 2012
Misterium odbyło się 1 kwietnia 2012. Jego scenariusz nawiązywał do postaci św. Tomasza Apostoła. Tytuł misterium „A jednak...” był zaproszeniem do przekonania się, że to, co z pozoru wydaje się bez sensu, w świetle osobistej relacji z Bogiem nabiera znaczenia i głębi. W przygotowanie widowiska zaangażowanych było 350 osób, a liczba widzów sięgała 20 tys.

### XIII edycja – 2013
Misterium zaplanowane na 24 marca 2013 (przełożone następnie na 7 kwietnia 2013) nie odbyło się z powodu złych warunków atmosferycznych (mróz, gruba pokrywa śnieżna). Autorem scenariusza pod tytułem „Będzie, jak wierzysz” była Mariola Ciesielska.

### XIV edycja – 2014
Misterium odbyło się 13 kwietnia 2014. Tytuł spektaklu „Ichtis” (Ryba) był znakiem pierwszych chrześcijan, skrótem od greckiego określenia Jezus Chrystus Syn Boży Zbawiciel. W tle męki Chrystusa podkreślano kwestię wiary i chrztu, który zobowiązuje do bycia świadkami Jezusa.

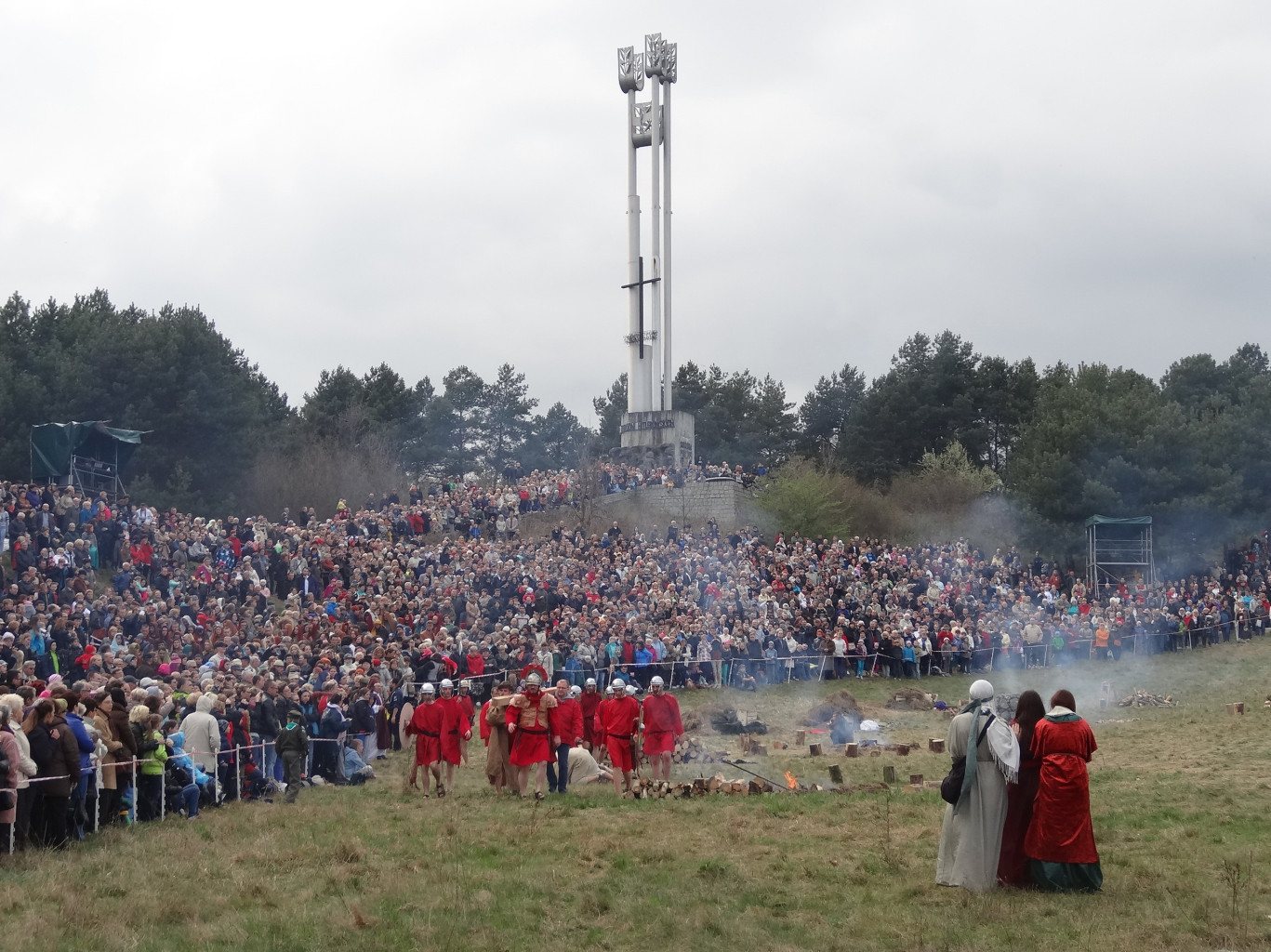
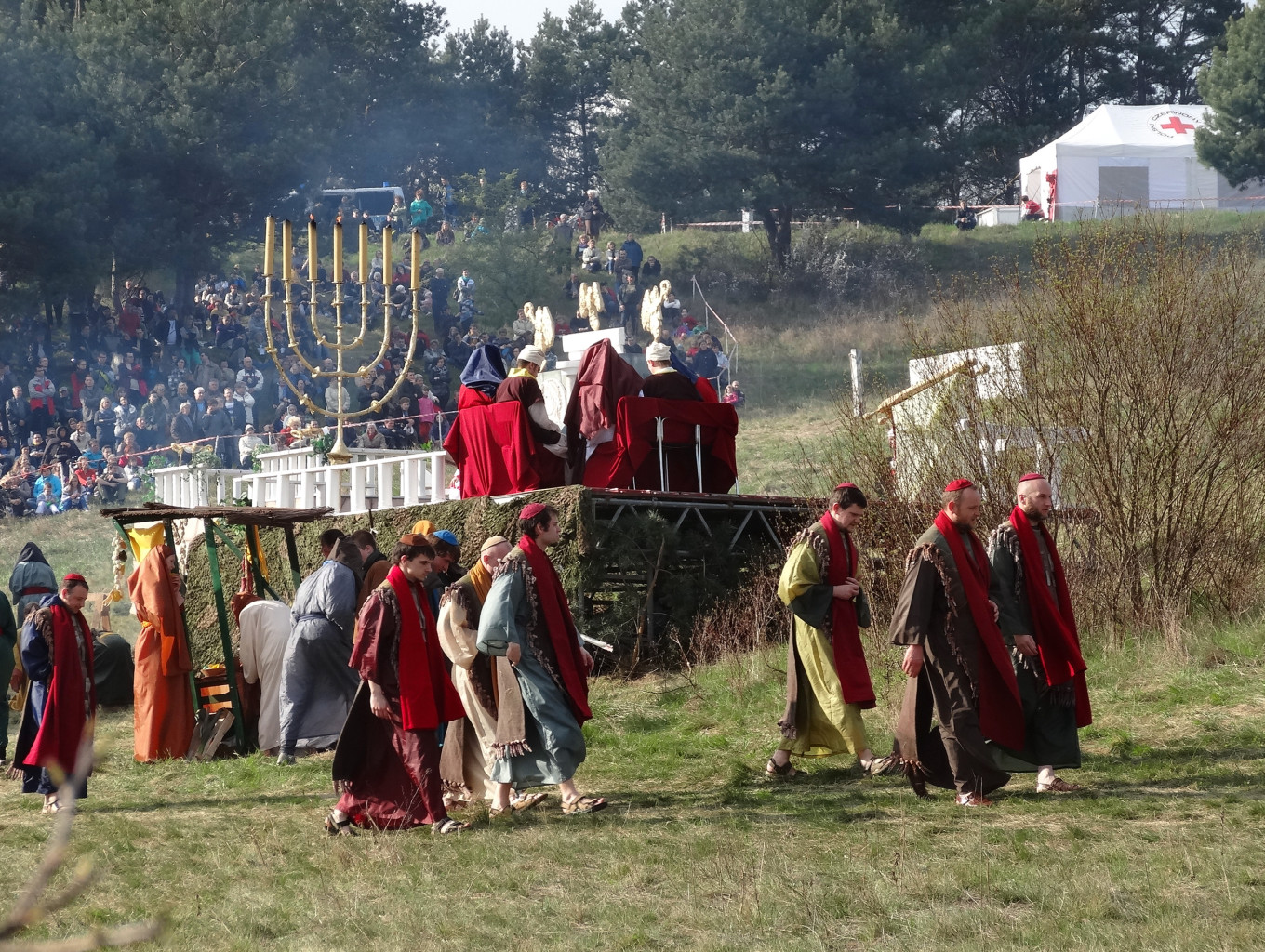
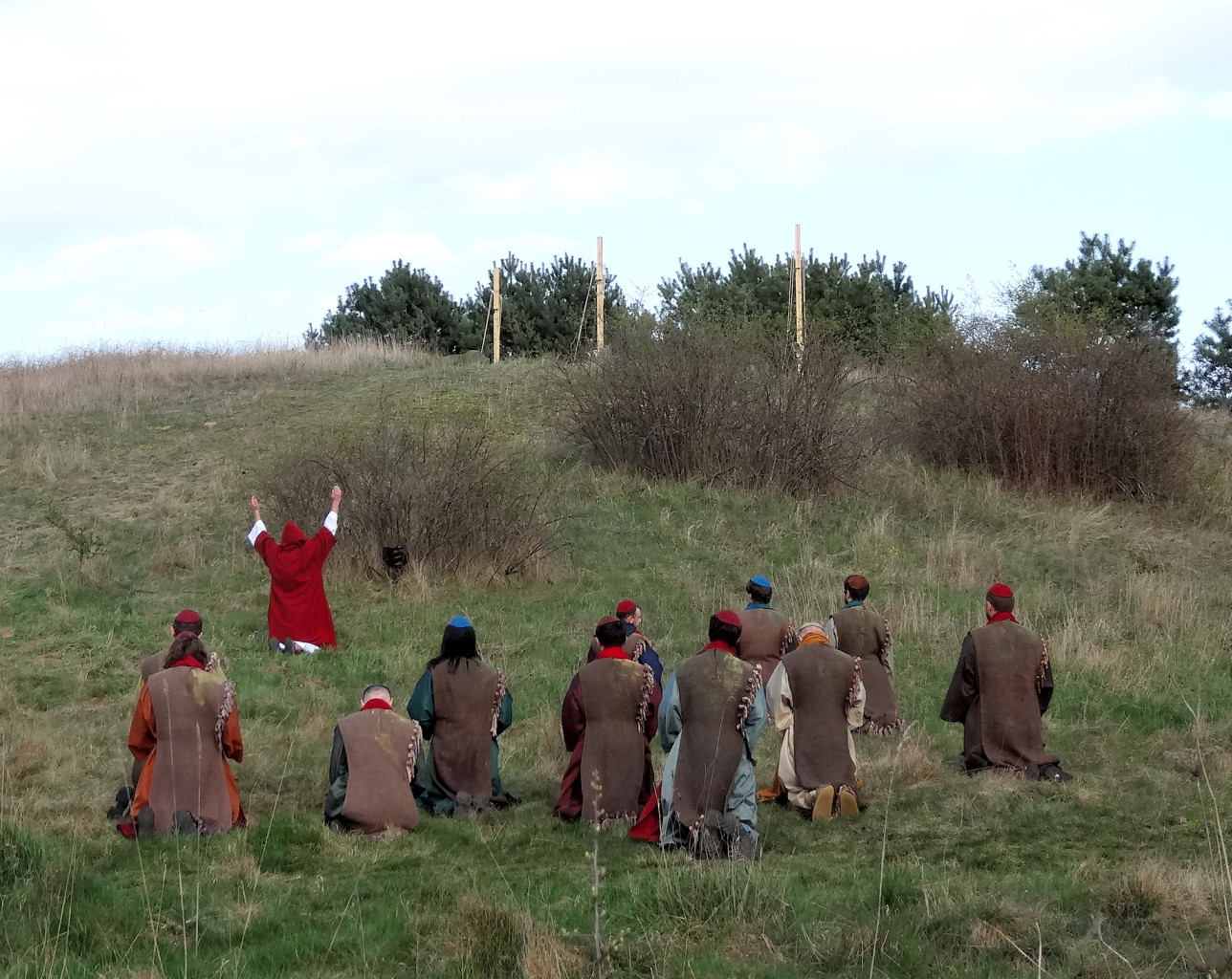
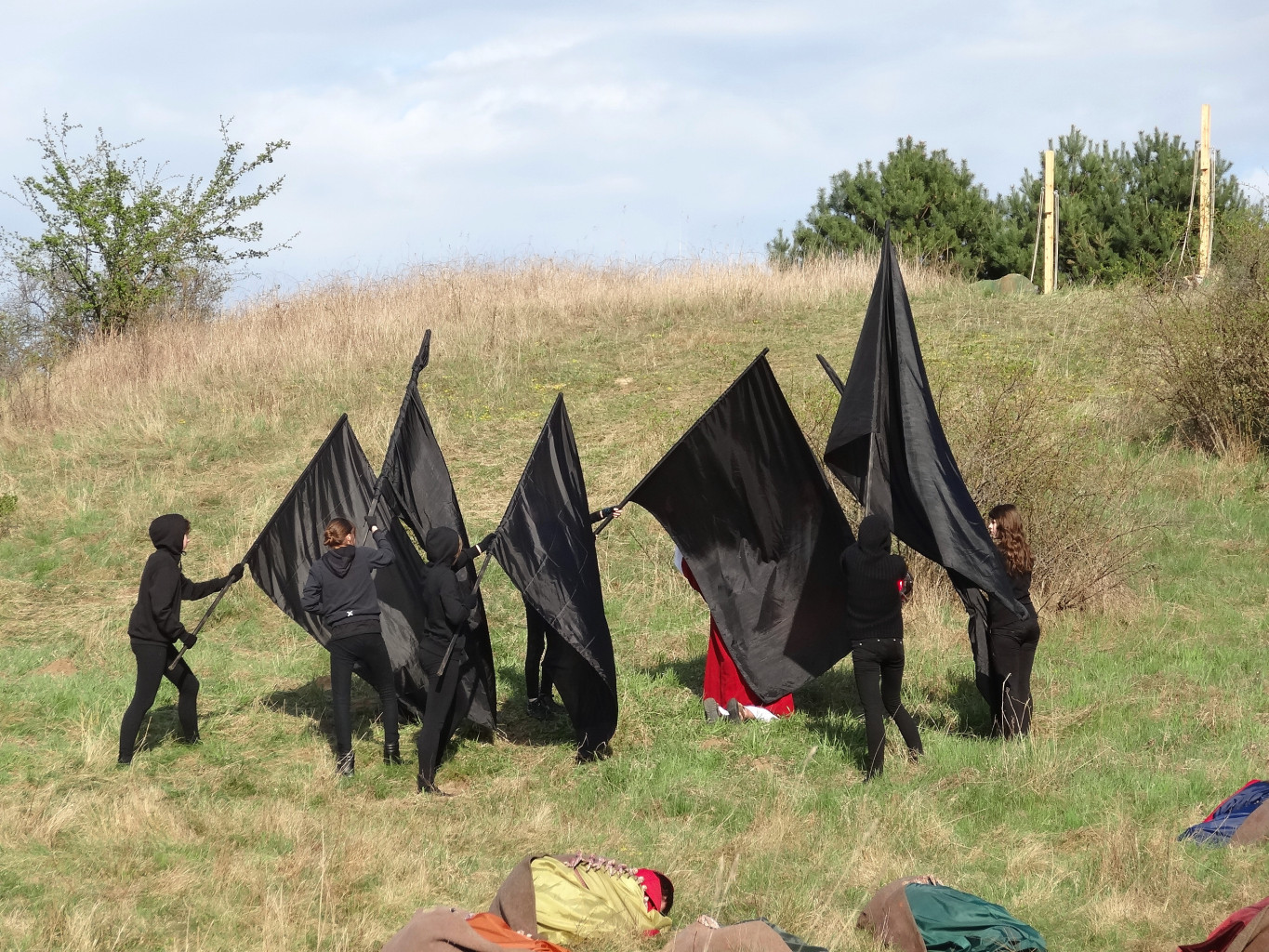
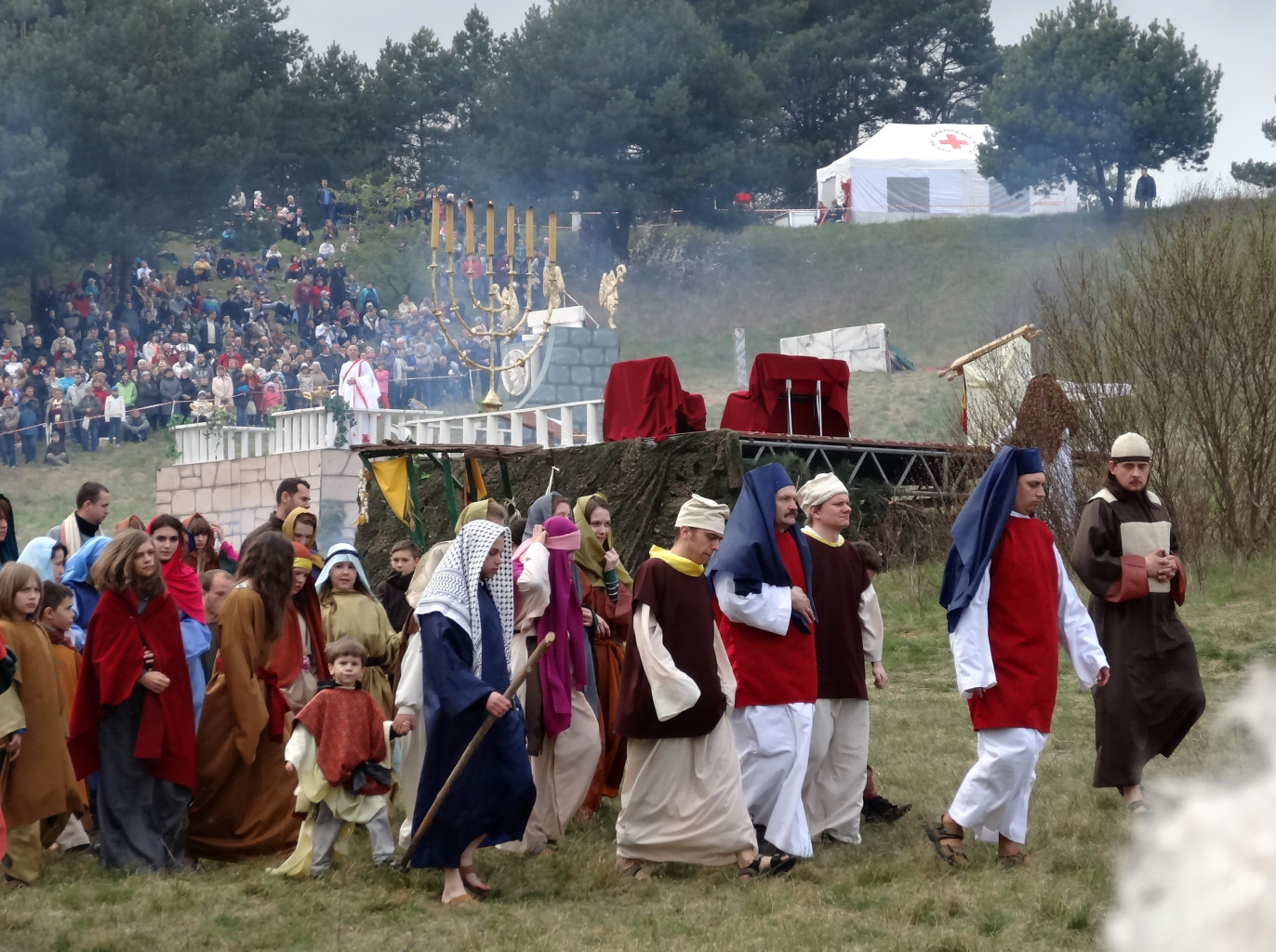
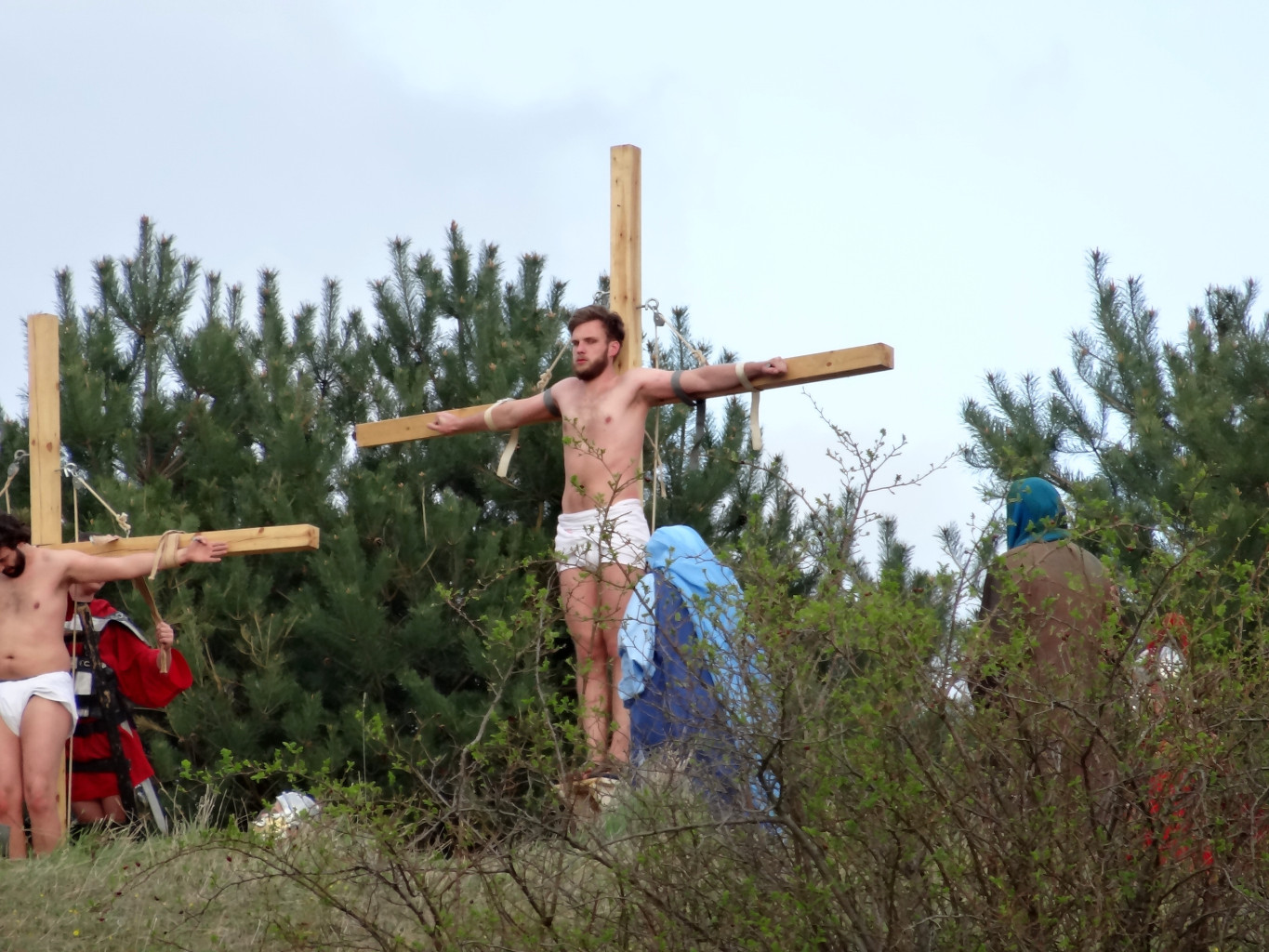
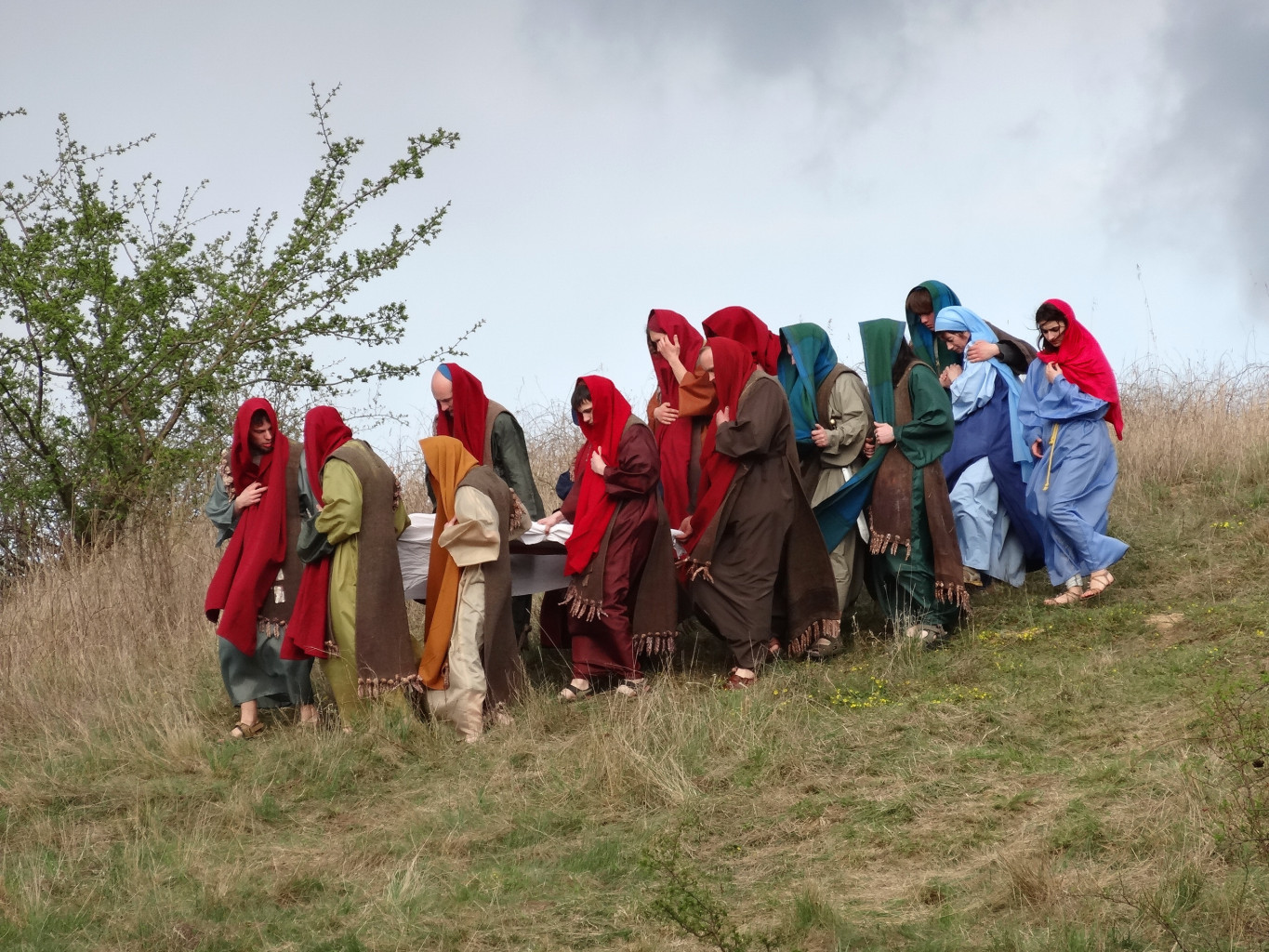

### XV edycja – 2015
Misterium odbyło się 29 marca 2015. Myślą przewodnią spektaklu było zawołanie św. Jana Pawła II „Non abbiate paura!” (Nie lękajcie się!). Autorką scenariusza była Mariola Ciesielska z fundacji „Wiatrak”.

### XVI edycja – 2016
Misterium odbyło się 20 marca 2016 pod tytułem „Krew i woda”. Scenariusz nawiązywał do orędzia Bożego Miłosierdzia danego św. Faustynie Kowalskiej. Autorką scenariusza i reżyserką był Mariola Ciesielska. Rolę Jezusa odgrywał Łukasz Nowacki, a św. Faustyny – s. Faustyna ZMBM ze Zgromadzenia Sióstr Matki Bożej Miłosierdzia. W organizacji widowiska oprócz dotychczas działających grup, uczestniczyli wolontariusze z grupy „4don4Lord” („Fordon dla Pana”), przygotowującej się do Światowych Dni Młodzieży 2016.

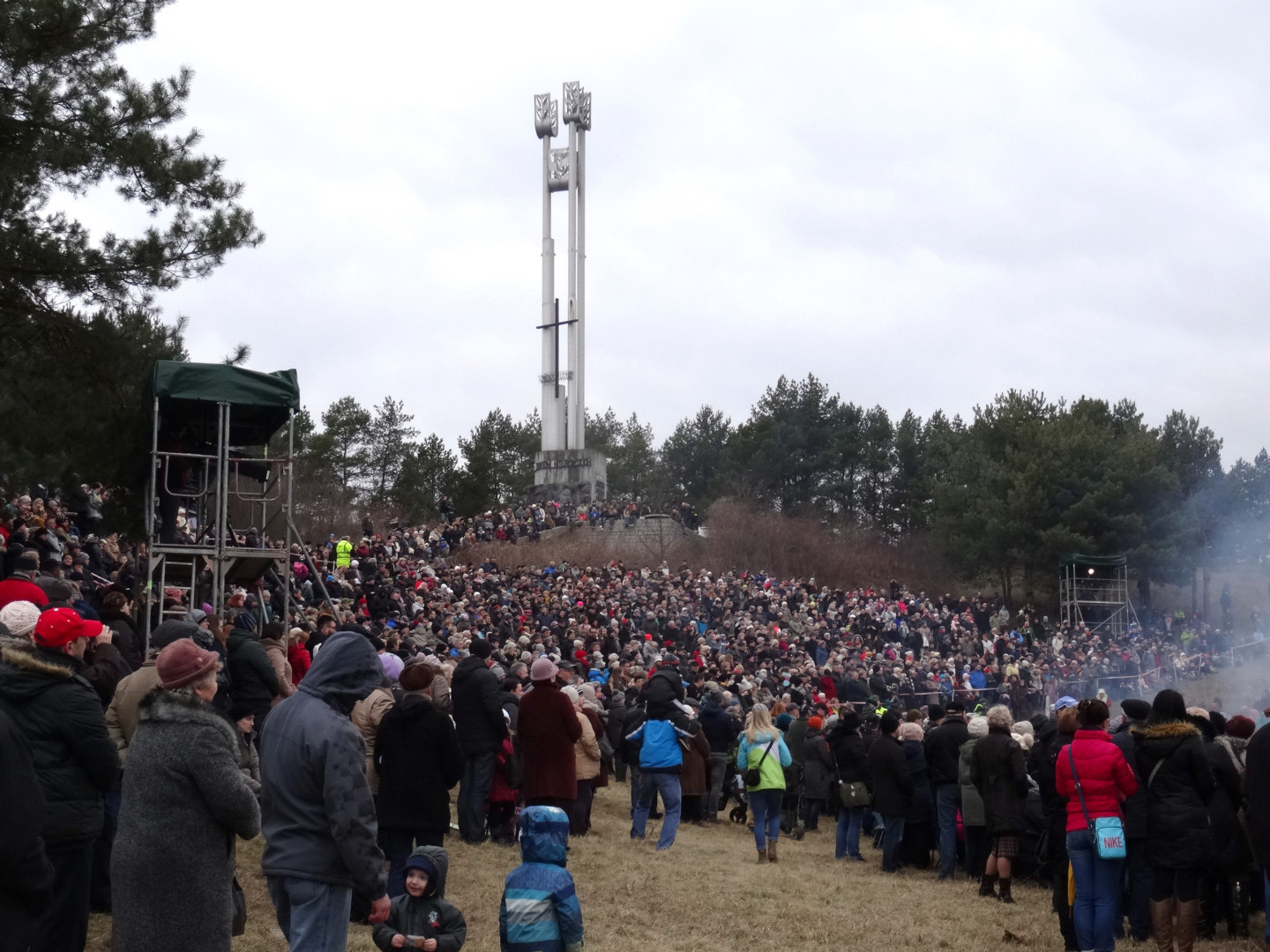
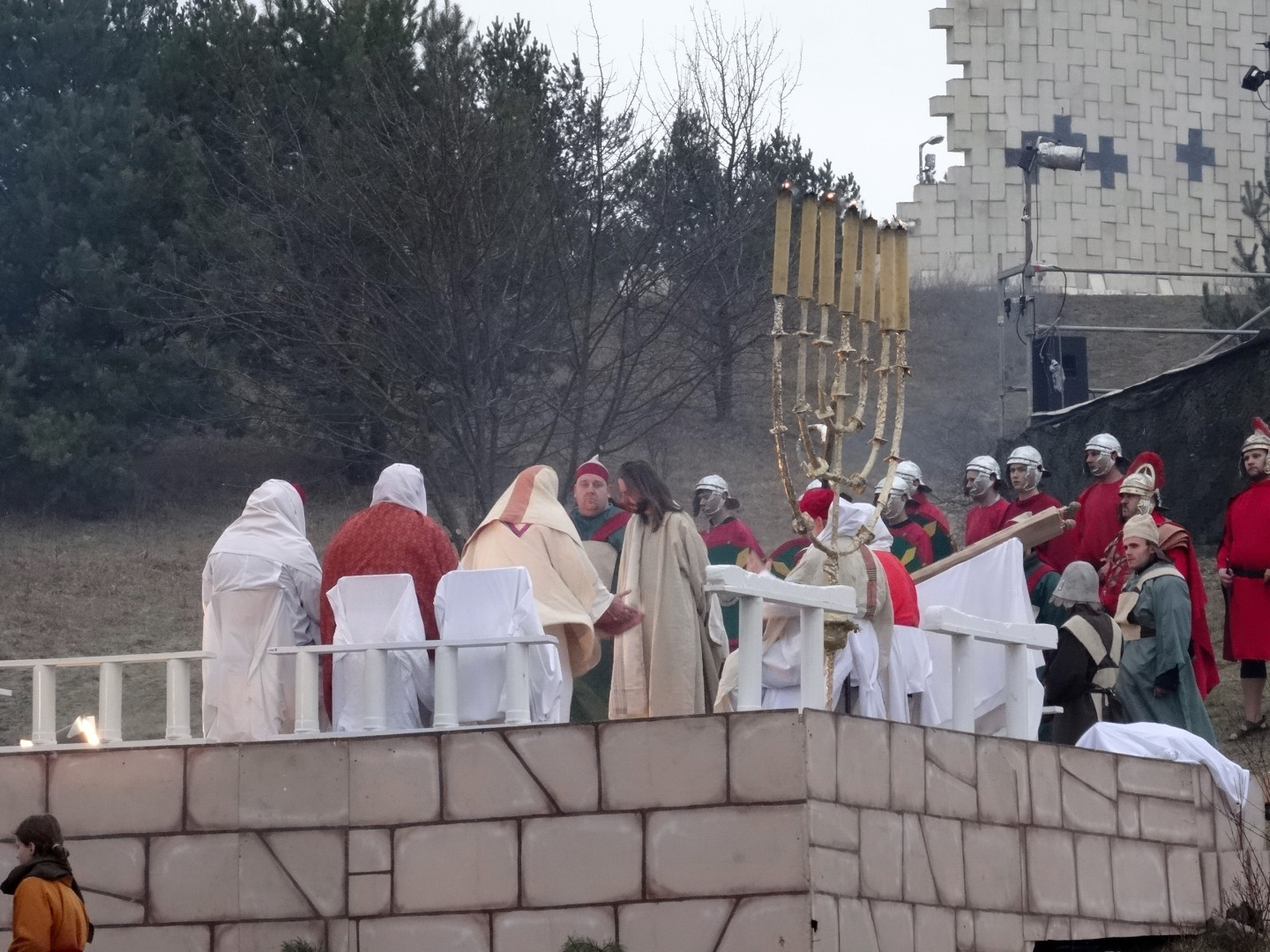
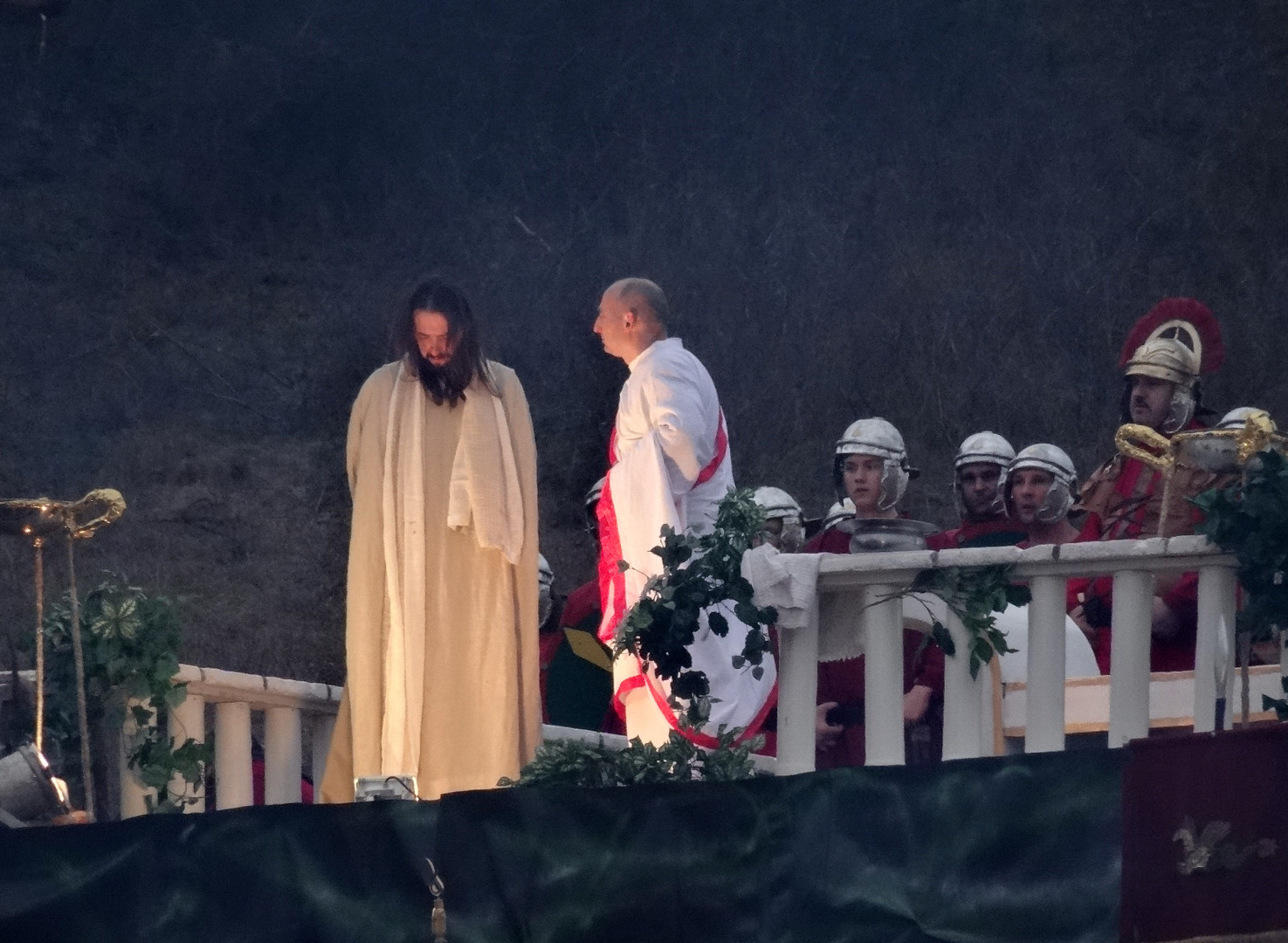
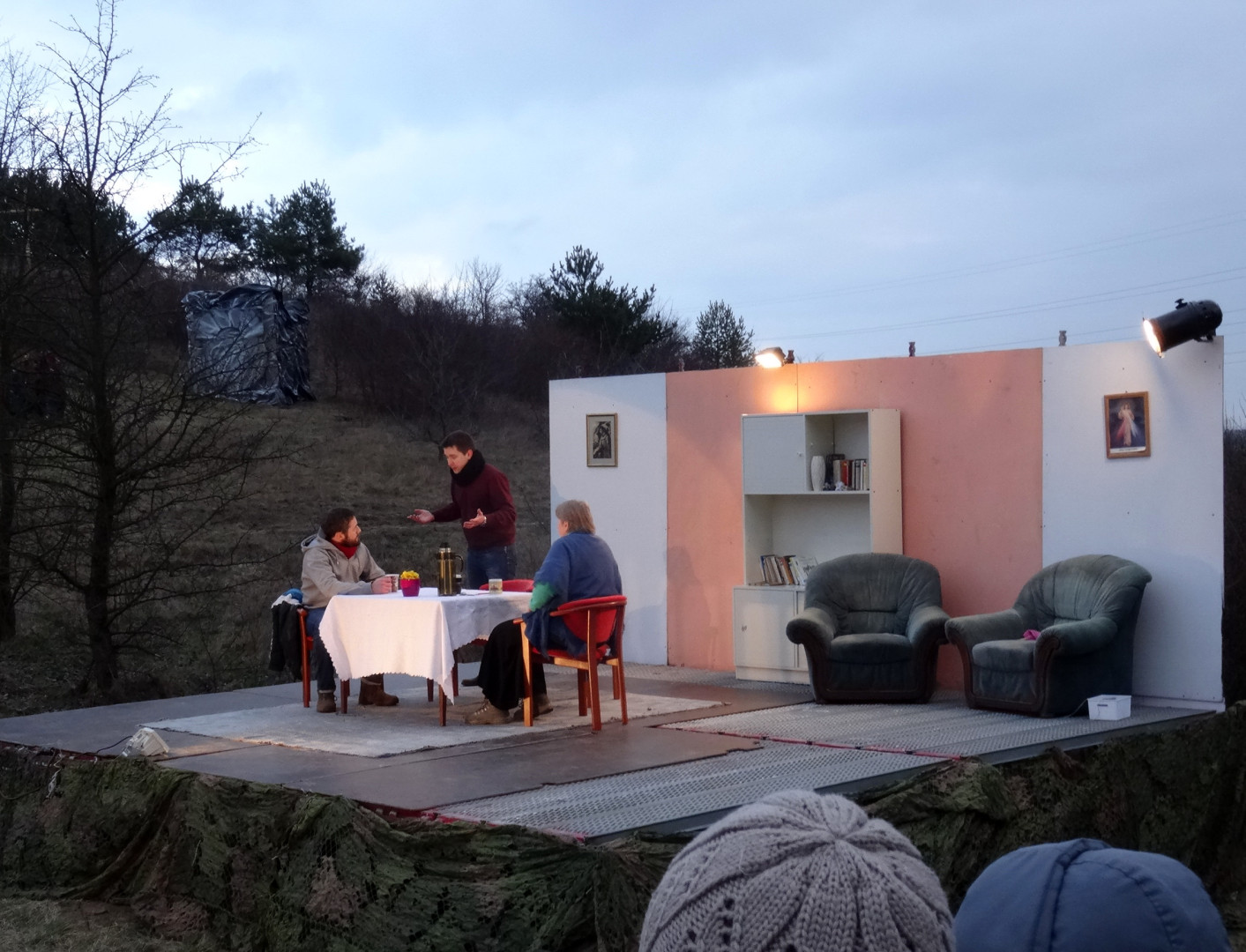
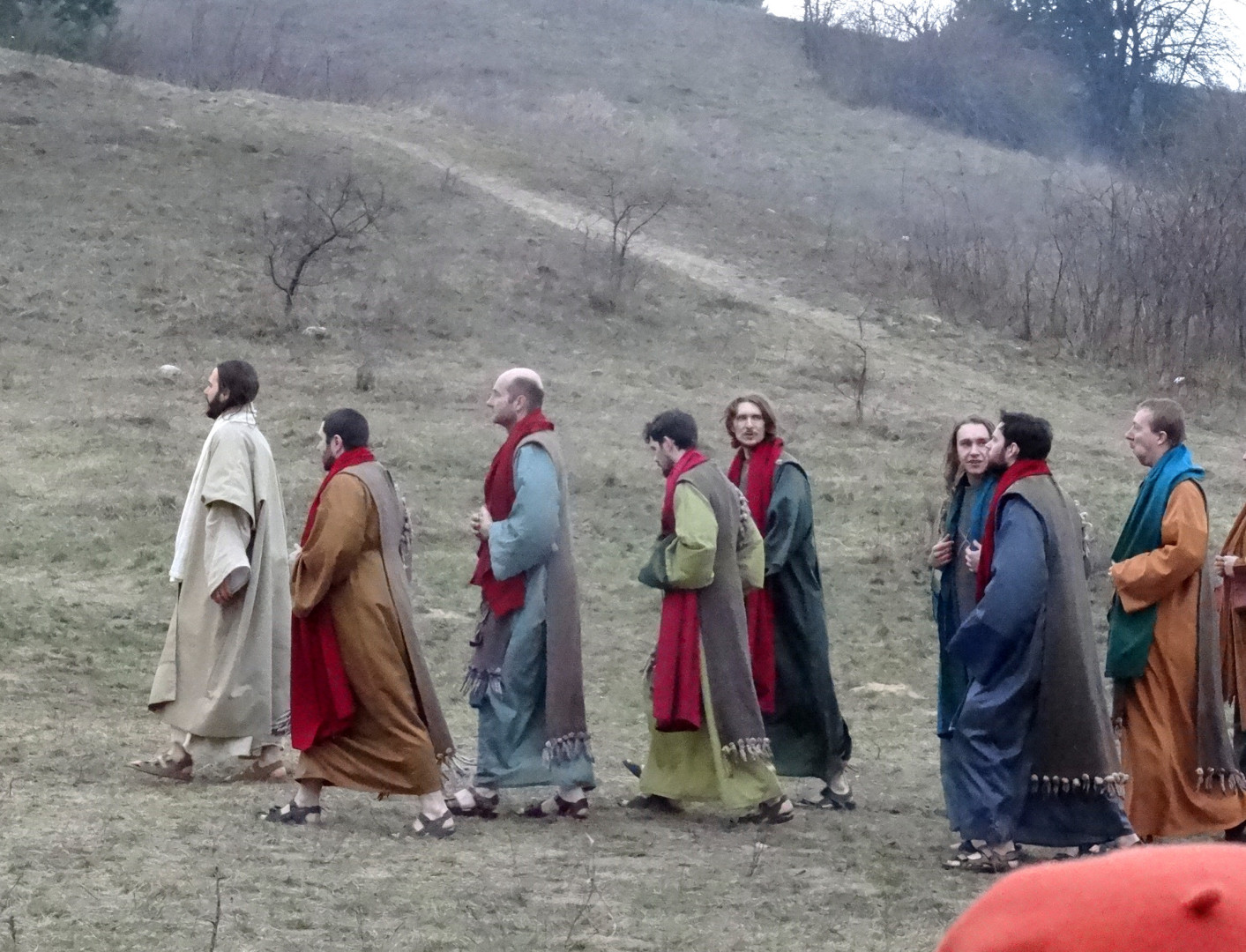
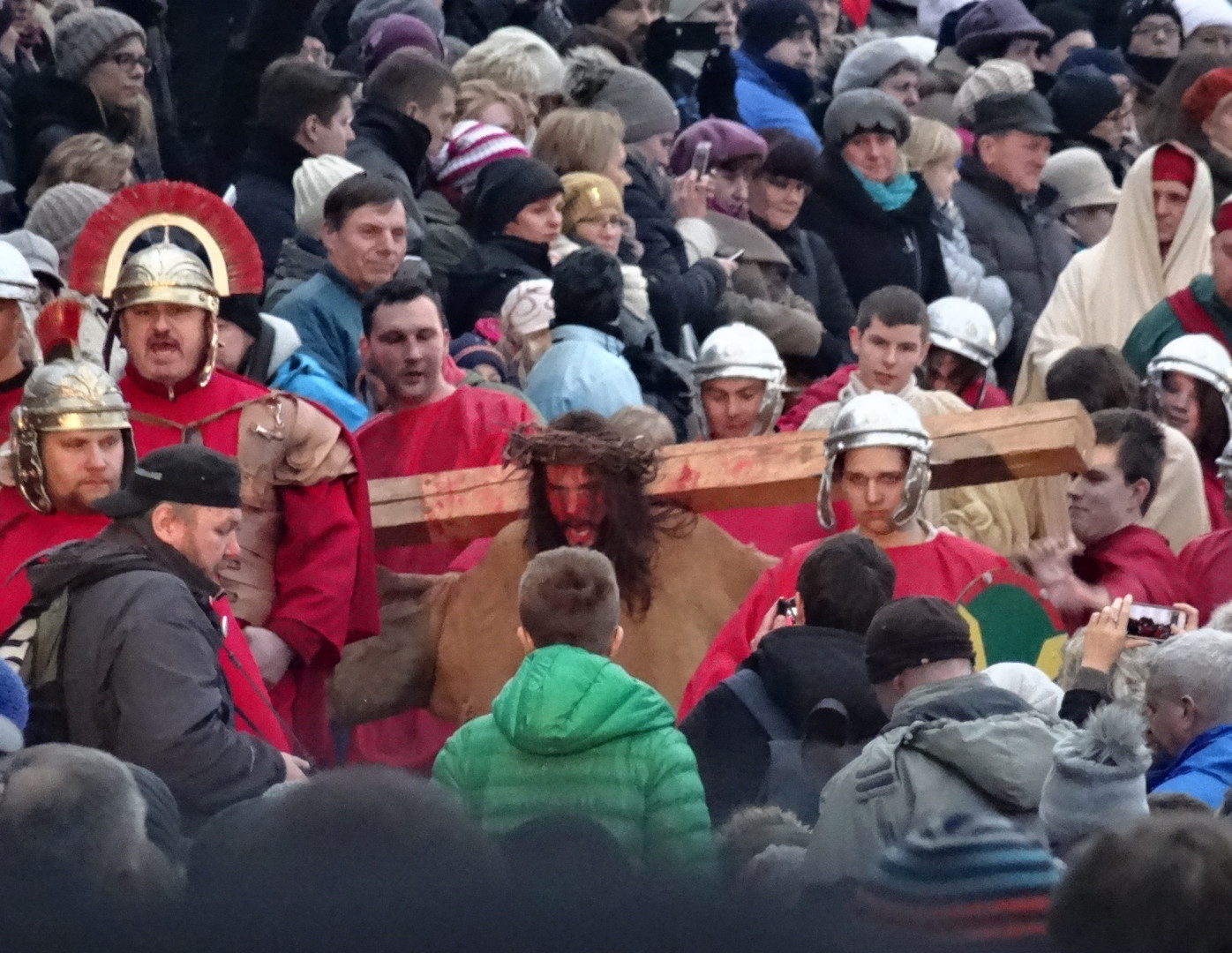

### XVII edycja – 2017
Misterium odbyło się 9 kwietnia 2017 pod tytułem „Ecce homo”. W spektaklu poprzez tytuł nawiązano do roku św. Brata Alberta, a w treści pojawił się wątek maryjny ze względu na 100. rocznicę objawień fatimskich. W jednym z epizodów przedstawiono również postać ks. prałata Zygmunta Trybowskiego, proboszcza miejscowej parafii Matki Boskiej Królowej Męczenników, którego zwyczajem były spacery „z różańcem w ręku” po Dolinie Śmierci i „fordońskich górkach”. W realizację przedstawienia zaangażowanych było około 300 osób, a liczba widzów sięgała 20 tys.

### XVIII edycja – 2018
Misterium odbyło się 25 marca 2018 pod tytułem „Nie zostawię was”. W zasadniczą treść przedstawienia, którym było odtworzenie Ostatniej Wieczerzy, procesu, Męki i Zmartwychwstania Chrystusa, wpleciono wątek nawrócenia Zacheusza – przełożonego celników w Jerychu. Drugą ważną postacią był Bartymeusz, ślepiec uleczony przez Jezusa. Te dwie postacie, które poznały Jezusa na krótko przed Jego śmiercią, podążają Jego śladami w Jerozolimie i podnoszą na duchu apostołów. Finałowy akcent stanowiło zesłanie Ducha Świętego, którego rok 2018 obchodzony był w Kościele. W realizację przedstawienia zaangażowanych było 350 osób (w tym 250 aktorów), a liczba widzów sięgała kilkunastu tysięcy. Wykonawcami i statystami byli wyłącznie wolontariusze: studenci, absolwenci z rodzinami, harcerze, niepełnosprawni, a nawet osadzeni z zakładu karnego w Fordonie. Rolę Jezusa po raz czwarty zagrał Łukasz Nowacki, scenariusz przygotowała Mariola Ciesielska, a muzykę: Agnieszka Więckiewicz i Maciej Różycki – absolwenci Akademii Muzycznej im. Feliksa Nowowiejskiego w Bydgoszczy.

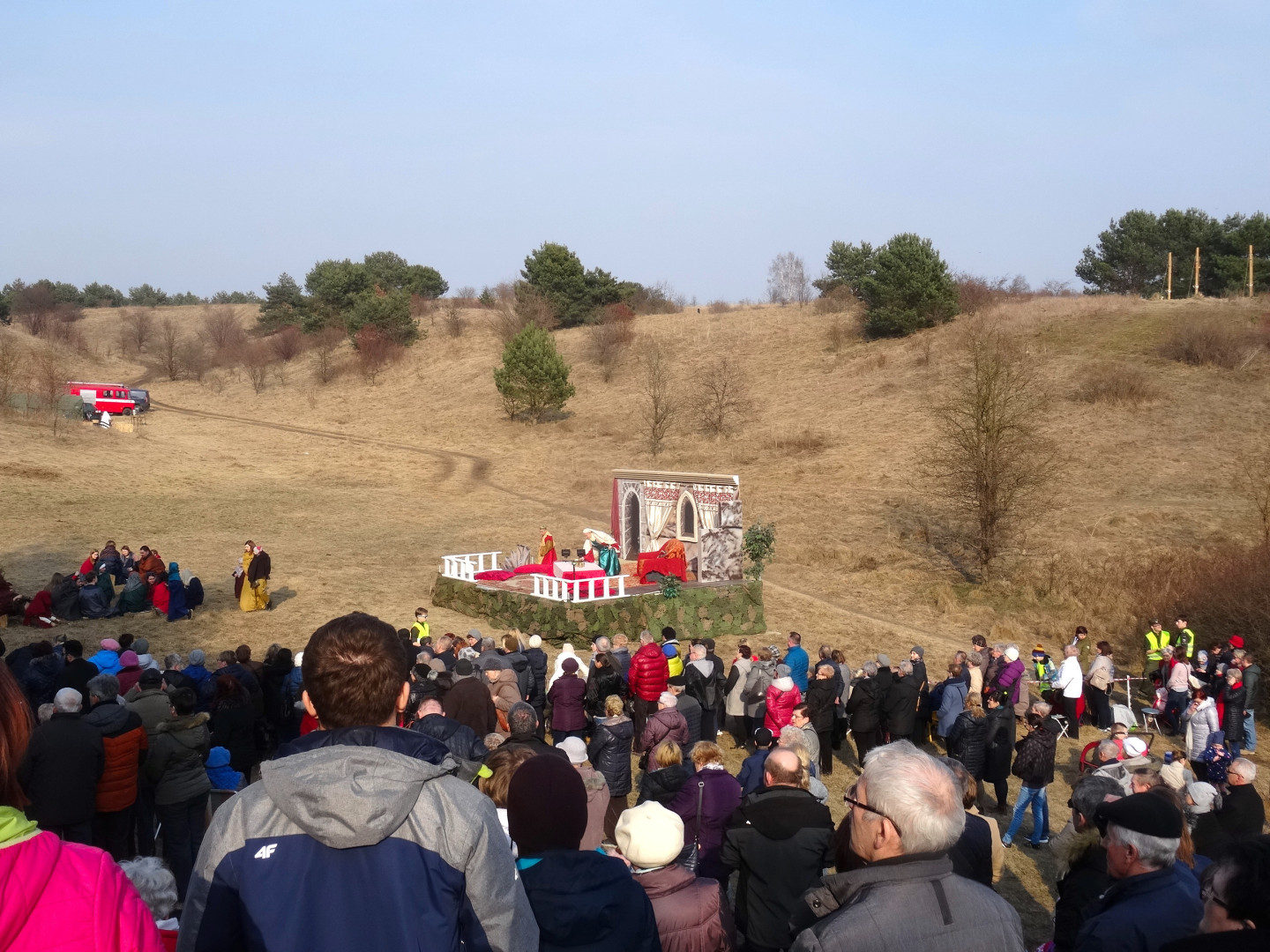
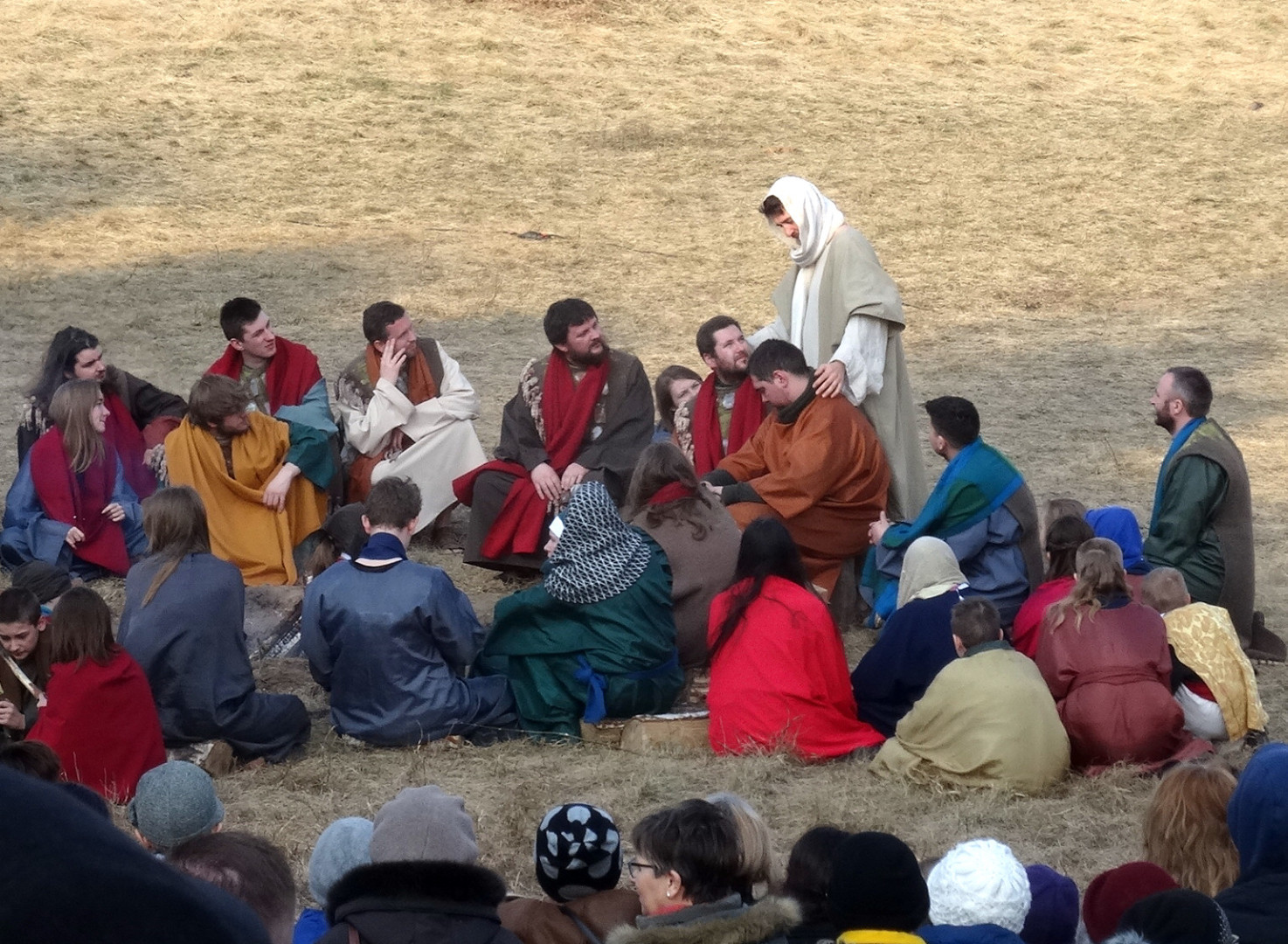
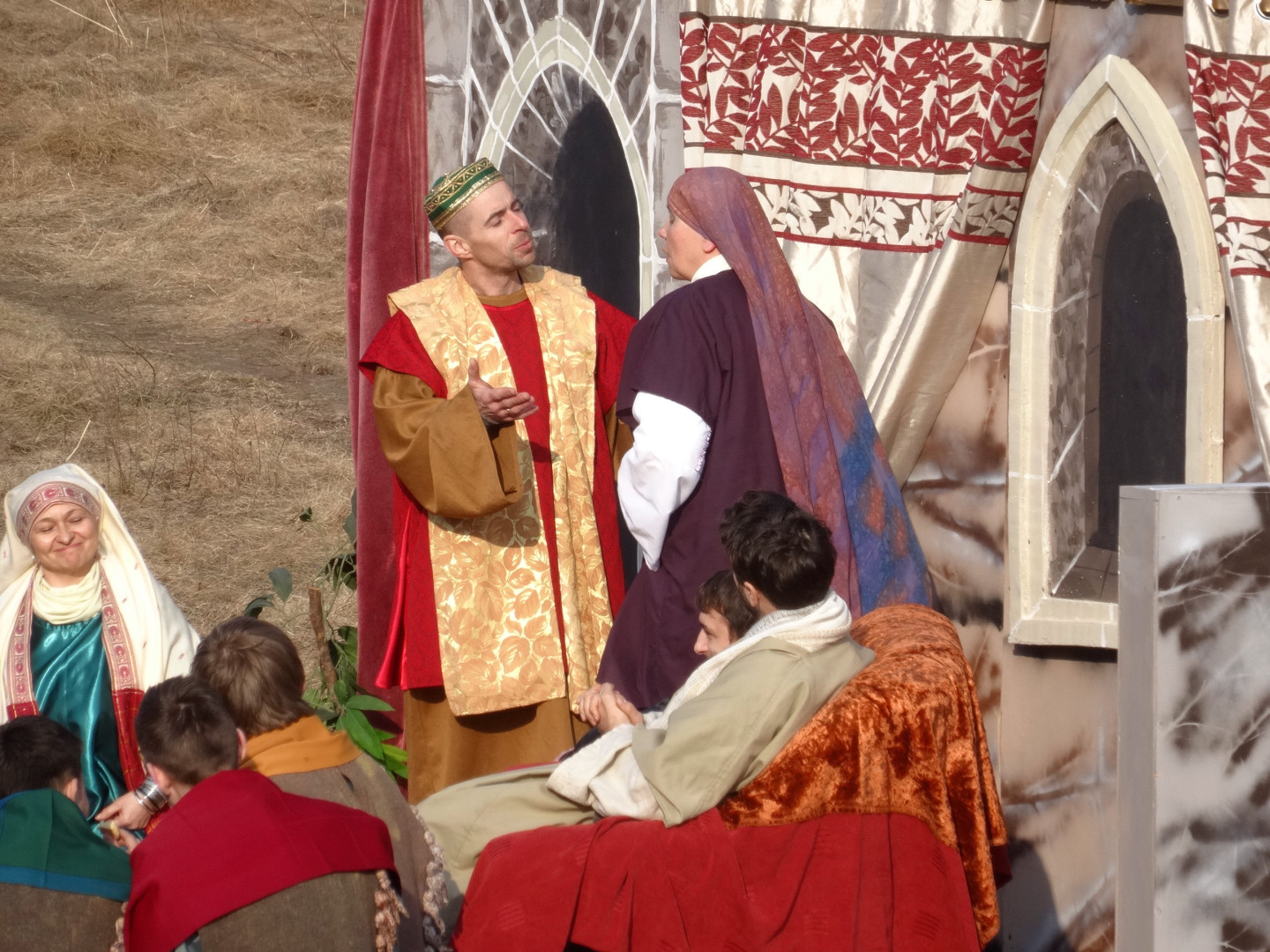
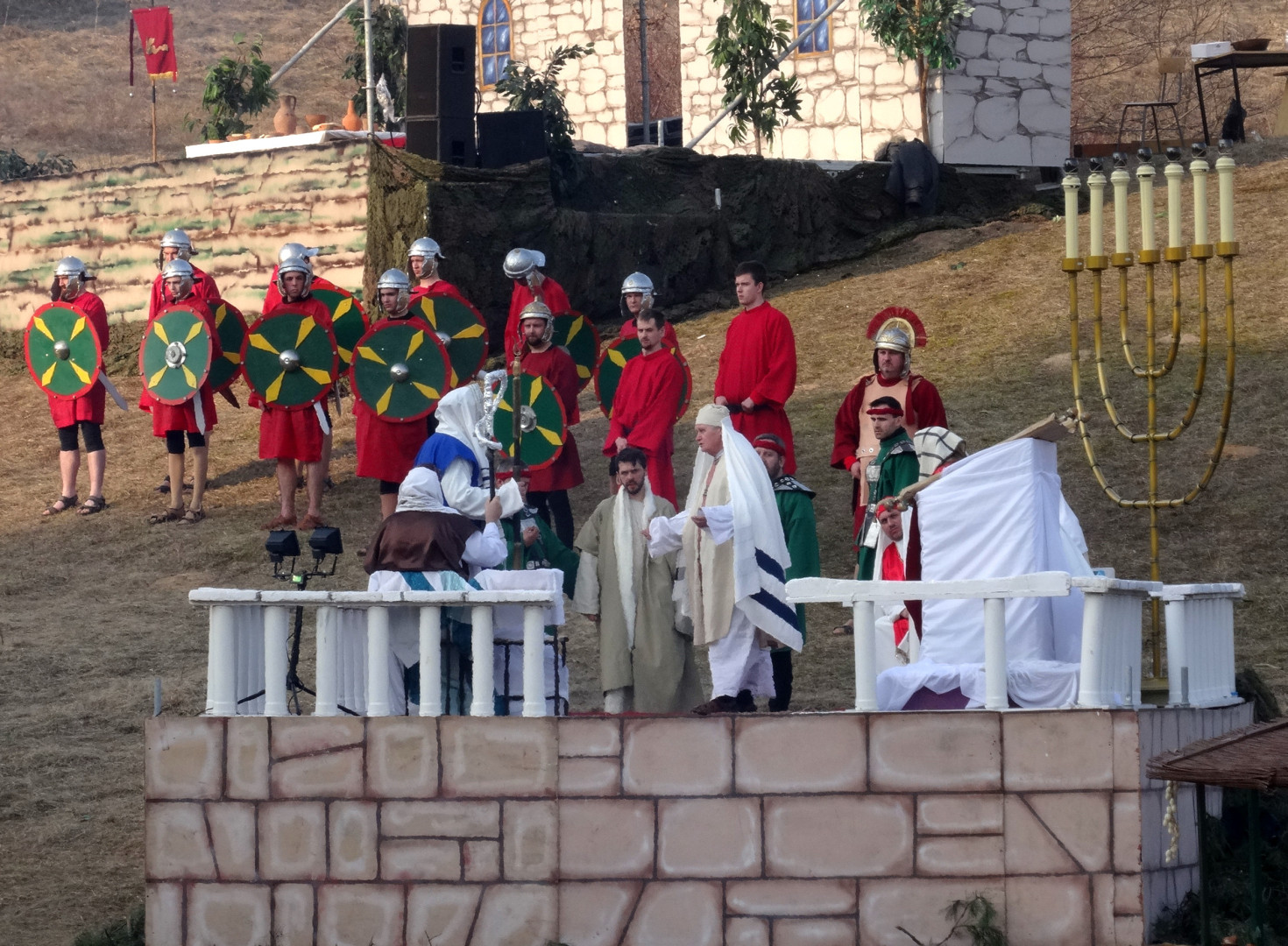
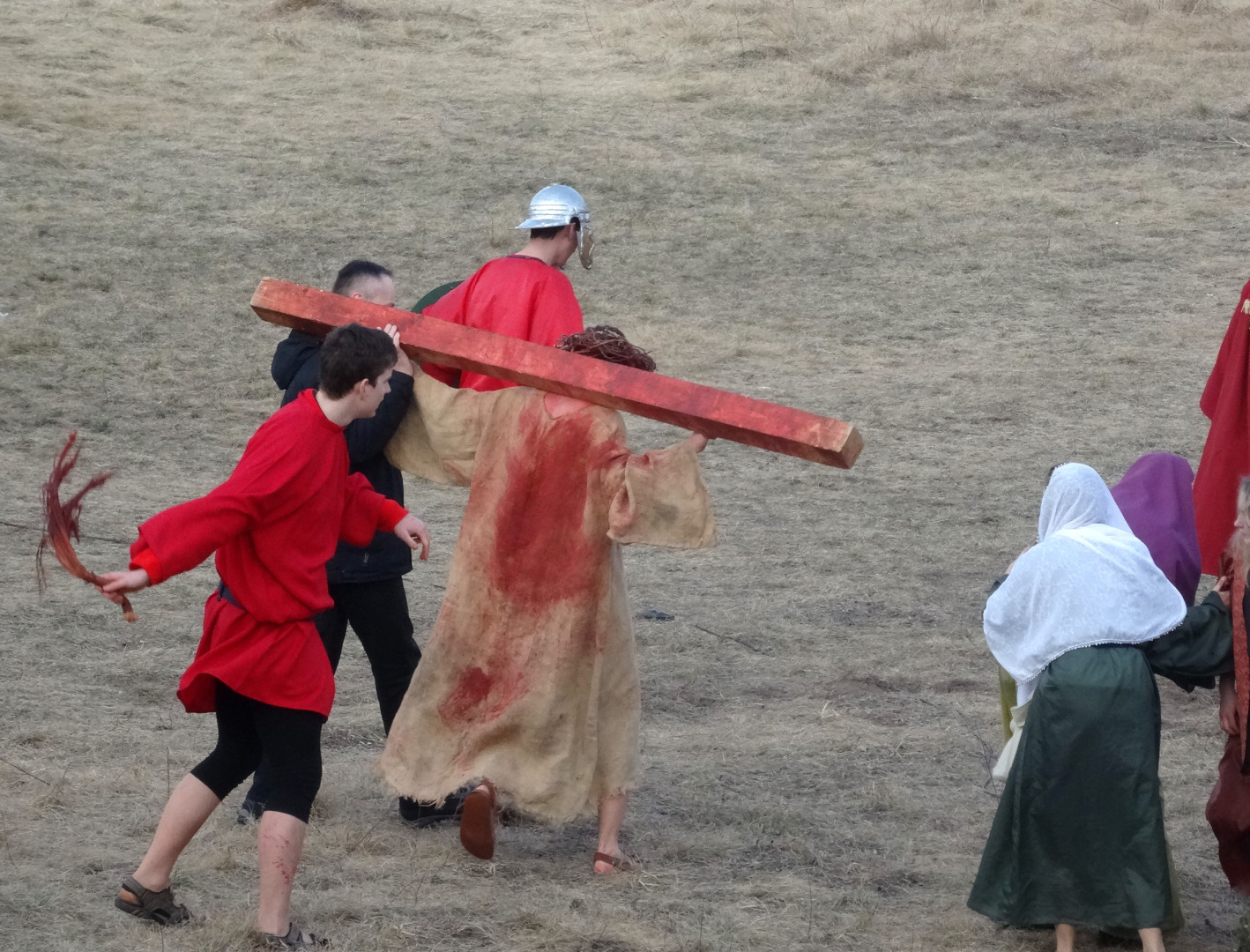
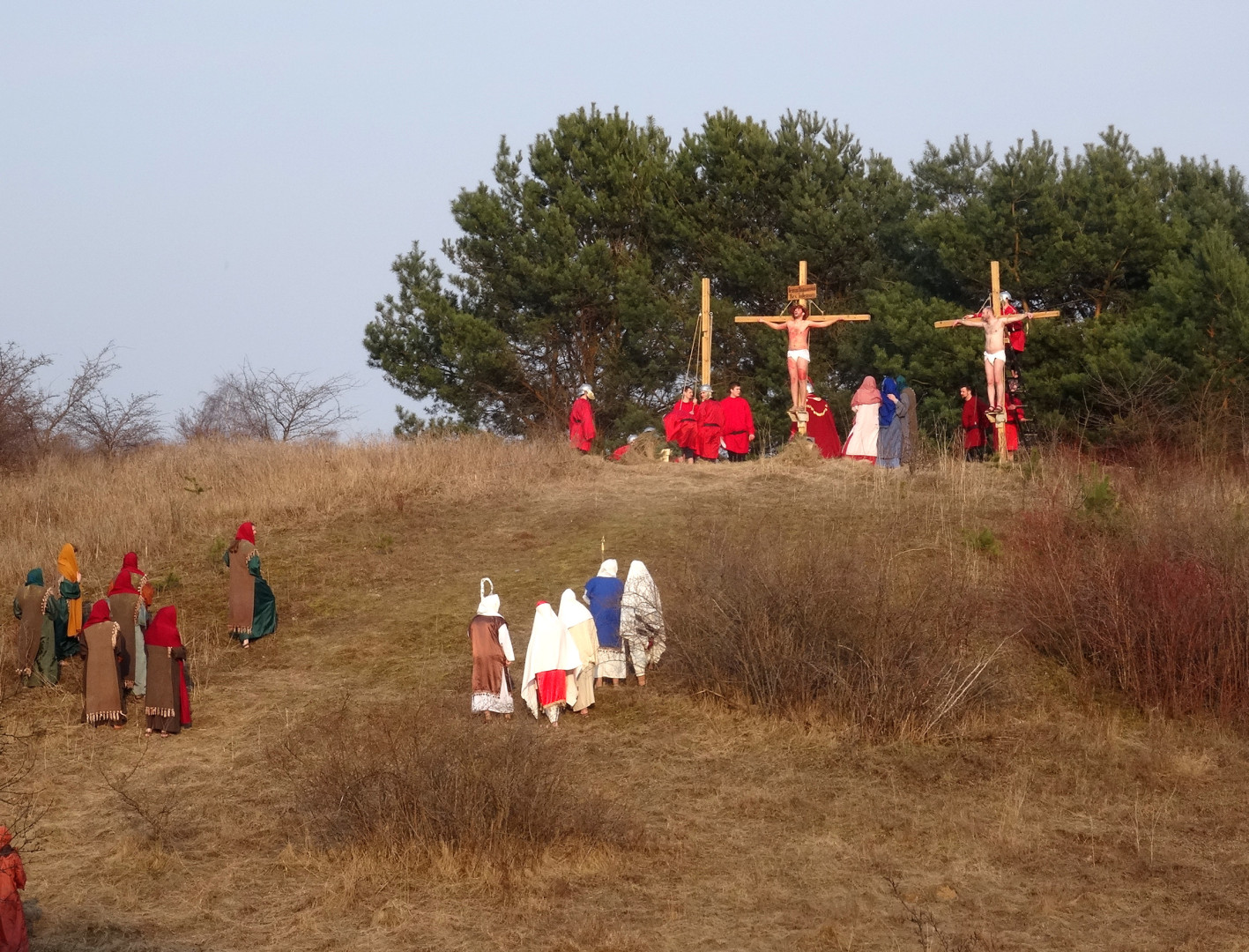
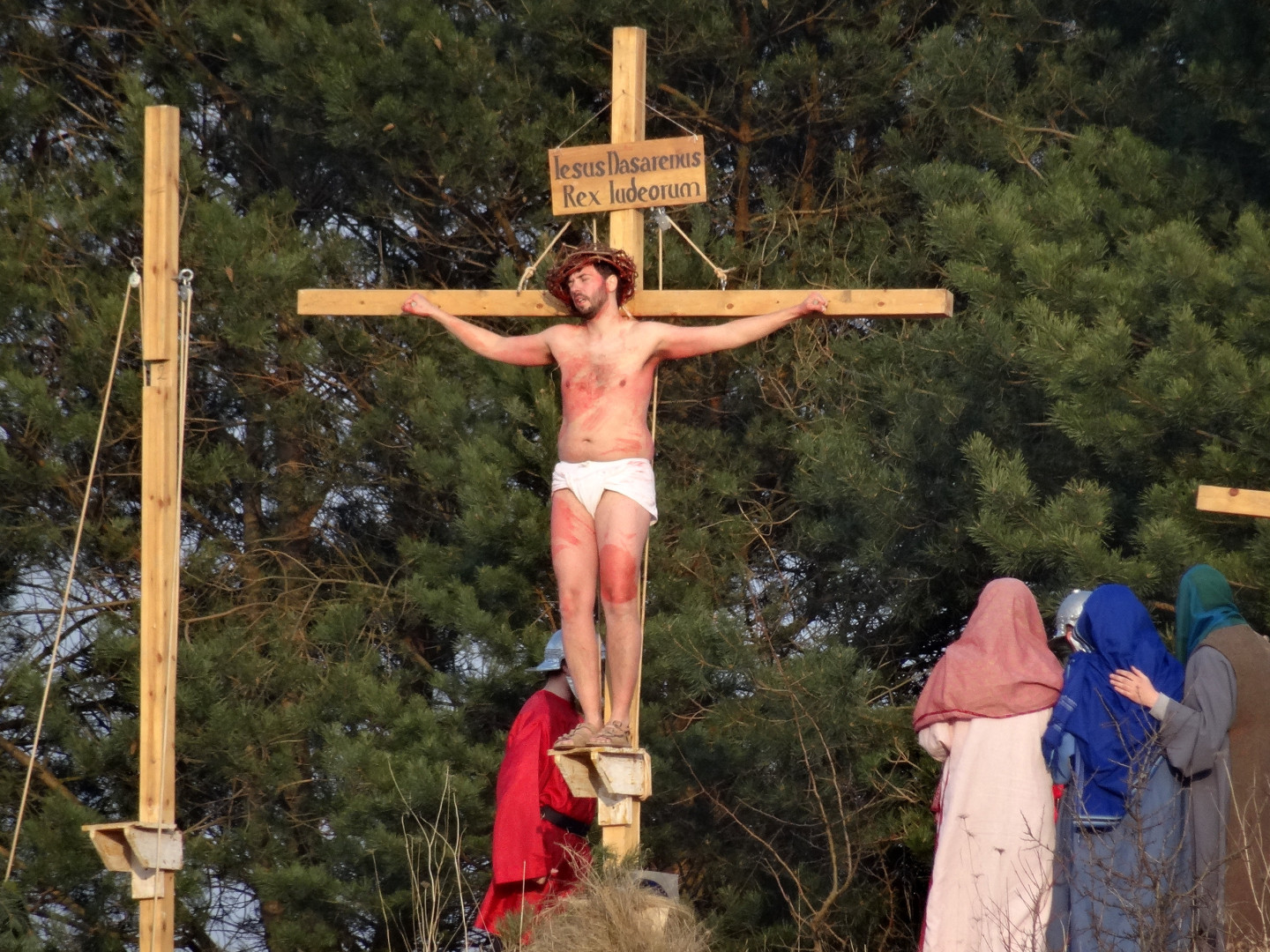

### XIX edycja – 2019
Misterium odbyło się 14 kwietnia 2019 pod tytułem „Przyjacielu..”. Według organizatorów, hasło to miało być zaproszeniem „by odkryć prawdę, że Bóg wychodzi nam na spotkanie i zwraca się tak do każdego z nas”. W realizację przedstawienia zaangażowanych było ok. 350 osób (w tym 200 aktorów). Rolę Jezusa po raz piąty zagrał Łukasz Nowacki. Scenariusz przygotowała Mariola Ciesielska. Muzykę przygotowali Agnieszka Więckiewicz i Maciej Różycki.

### XX edycja – 2020/2021
Misterium planowane pierwotnie na 5 kwietnia 2020 zostało odwołane z powodu panującej pandemii COVID-19, miało nosić nazwę „Jestem z wami..”. Przesłaniem miały być słowa Jezusa Chrystusa wypowiedziane do uczniów po Zmartwychwstaniu: "Oto Ja jestem z wami aż do skończenia świata". Misterium miało także odnieść się do 100. rocznicy urodzin Jana Pawła II. Organizatorzy przygotowali w zamian akcję „Kadr z Misterium”, w której na Facebooku w formie krótkich filmów różne osoby zaangażowane w organizację dzieliły się doświadczeniem z tego wydarzenia. W godzinach, w których pierwotnie miało odbyć się Misterium, na Facebooku udostępniono poprzez relację "na żywo" słowo od ks. Krzysztofa Buchholza oraz skrót wydarzenia z 2019 roku.
Misterium przełożono w czasie o rok i odbywało się w marcu 2021 w innej formie - poprzez wcześniej nagrane słuchowisko powiązane z nabożeństwem wielkopostnym lub inną ustaloną formą odtwarzane w wybranych kościołach w regionie i kraju, które wyraziły na to chęć i wypełniły wcześniej formularz drogą elektroniczną jako „Misterium w Twojej parafii”. Z kolei tylko w parafii Matki Boskiej Królowej Męczenników w Bydgoszczy prezentowano słuchowisko wraz z inscenizacją "na żywo", w której udział brali aktorzy z Diecezjalnego Ośrodka Duszpasterstwa Akademickiego "Martyria". Nagranie zostało udostępnione także w Internecie, przewidziano także emisję w Polskim Radiu Pomorza i Kujaw w Wielką Sobotę.

### XXI edycja – 2022
Misterium odbyło się 10 kwietnia 2022 pod nazwą „Pieśń o Winnicy”. Tytuł wziął się z Biblii, gdzie jednym z jego obrazów Kościoła jest winnica i krzew winny. Poprzez nie ludzie chcą spojrzeć na siebie i Kościół oraz odkryć, że misterium dzieje się teraz i w nas. Według organizatorów ta edycja misterium dotyczyła dwóch ważnych wydarzeń w Kościele, jakimi wówczas były: trwający Synod (dotyczący Kościoła powszechnego) oraz przypadająca w tymże roku 20. rocznica śmierci księdza Zygmunta Trybowskiego - pierwszego proboszcza parafii Matki Boskiej Królowej Męczenników w Bydgoszczy (w Kościele lokalnym). Ponadto twórcy chcieli uwrażliwić widzów na martyrologię mieszkańców miasta, którzy zginęli w tym miejscu na początku II wojny światowej.

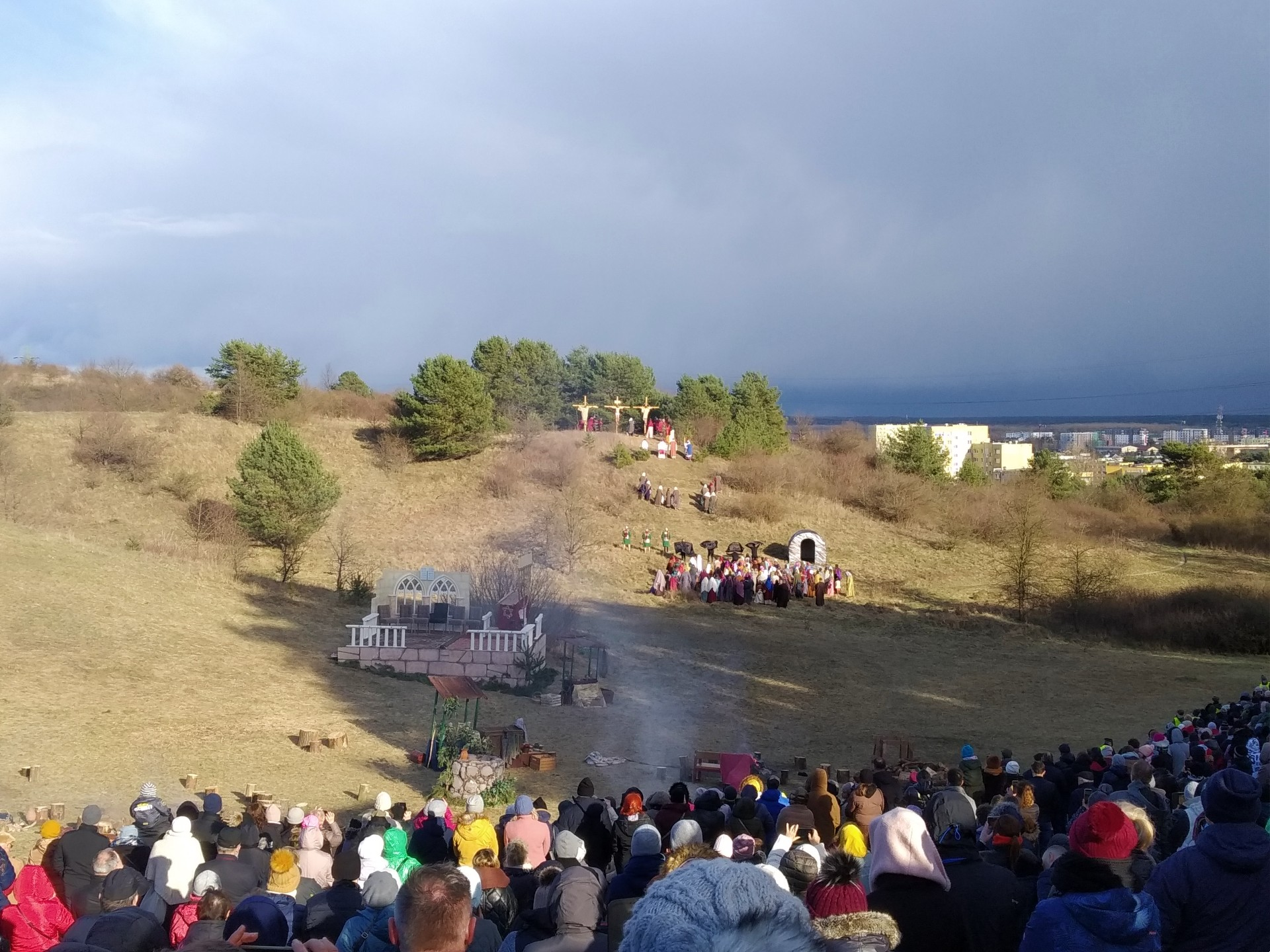
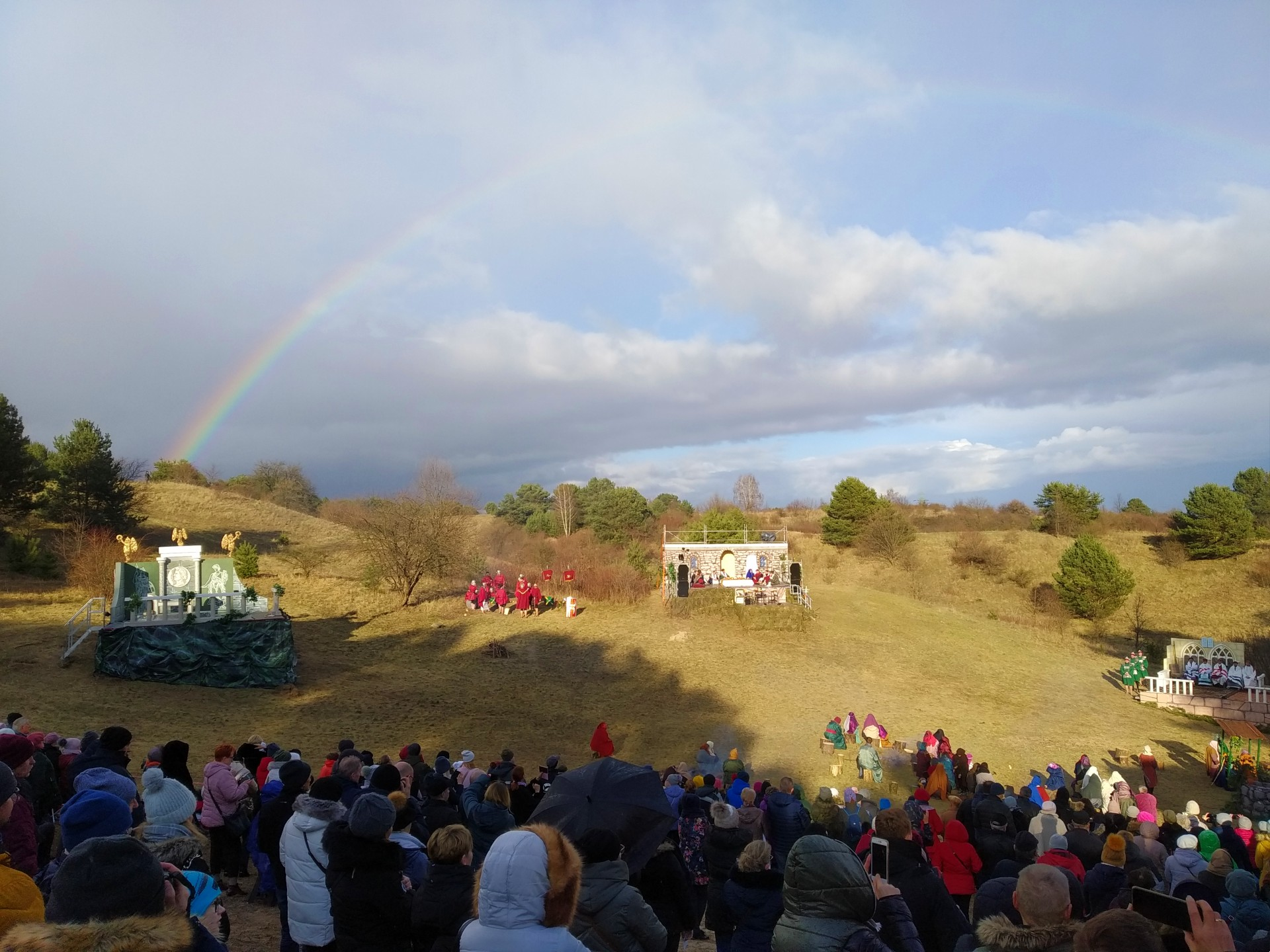
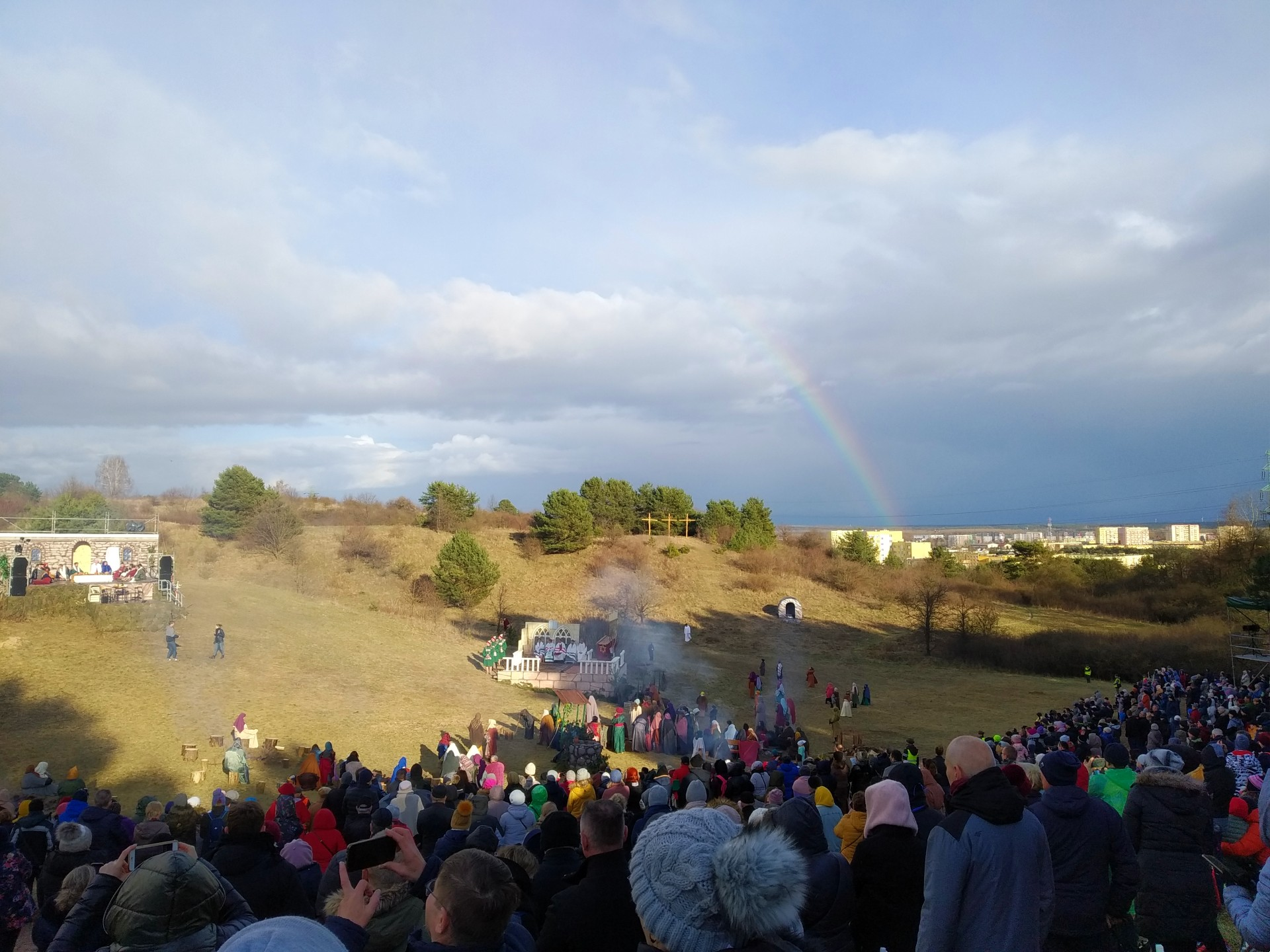

### XXII edycja – 2023
Misterium odbyło się 2 kwietnia 2023 i nosiło tytuł "W imię Pana". Ta edycja misterium była związana z szeroko pojętymi konfliktami, głównie poprzez ich toczenie w swoim sercu każdego dnia, zwłaszcza w gronie rodzinnym. Przekaz był taki, że wygram każdą bitwę, jeśli pójdę, zgodnie z tytułem - w imię Pana. W inscenizacji wzięło udział 350 osób, w tym około 300 to aktorzy. Ze względu na obchodzoną tego dnia 18. rocznicę śmierci Jana Pawła II oddano mu szacunek i cześć (szczególnie podczas drugiej odsłony misterium, które zakończyło się w godzinę jego śmierci), został także wspomniany w samym widowisku poprzez odtworzenie homilii.

### XXIII edycja – 2024
Misterium odbyło się 24 marca 2024 pod tytułem "Wracam do domu". Zgodnie ze słowami organizatorów, za dom uważany jest kościół katolicki, którego drzwi zostały otwarte dla każdego przez śmierć i mękę Jezusa Chrystusa.

### XXIV edycja – 2025
Najbliższa, 24. edycja Misterium została zaplanowana na 13 kwietnia 2025.